# Omosessualità e religioni
Il rapporto tra l'omosessualità e le religioni è variato notevolmente a seconda del tempo e della posizione geografica, anche nei riguardi delle diverse forme di orientamento sessuale. Le dottrine attuali delle religioni maggiori sugli atteggiamenti da prendere nei confronti di tali orientamenti possono variare anche sia a seconda delle confessioni religiose sia a seconda delle diverse denominazioni interne a esse che vengono prese in esame. Ma non tutte le religioni disapprovano in un modo esplicito l'omosessualità, alcune preferiscono semplicemente mantenere una posizione di omissione nei riguardi della questione.
Nel corso della storia l'amore e la sessualità tra omosessuali (soprattutto maschi) sono stati tollerati e anche istituiti nei rituali religiosi di Babilonia e di Canaan e sono lodati nella religione dell'antica Grecia; gli storici confermano che ci sono prove che le città-Stato di Tebe (vedi pederastia tebana e Battaglione sacro) e dell'antica Sparta (vedi pederastia spartana) avessero unità militari formate da coppie di amanti omosessuali che a volte officiavano sacrifici a Eros, il dio dell'amore, prima di impegnarsi in combattimento (vedi omosessualità militare nell'antica Grecia). Inoltre, la mitologia greca è una ricca fonte di narrazioni di amore e sessualità tra persone dello stesso sesso.
Gli antichi ebrei, tuttavia, hanno condannato l'omosessualità e con l'espansione del cristianesimo si è continuato a perseguitare le pratiche omosessuali. Quando il cristianesimo divenne la religione ufficiale nell'Impero romano, con l'ascesa di Costantino I, gli storici scrivono che l'omosessualità era diventata una minaccia istituzionale; motivo principale della sua persecuzione sarebbe stato dato dal bisogno di sopravvivenza ed espansione della popolazione per mezzo della difesa della procreazione attraverso la famiglia.
La posizione ufficiale della Chiesa cristiana nei riguardi dell'omosessualità è razionalizzata attraverso gli scritti di Sant'Agostino d'Ippona, per il quale gli organi riproduttivi erano fatti per l'ordine naturale della procreazione e in nessun caso avrebbero potuto essere utilizzati per un'altra forma di piacere sessuale; l'omosessualità, secondo lui, è una perversione appartenente alla stessa categoria della masturbazione, del sesso anale, del rapporto di sesso orale e infine della zoofilia (o bestialità).

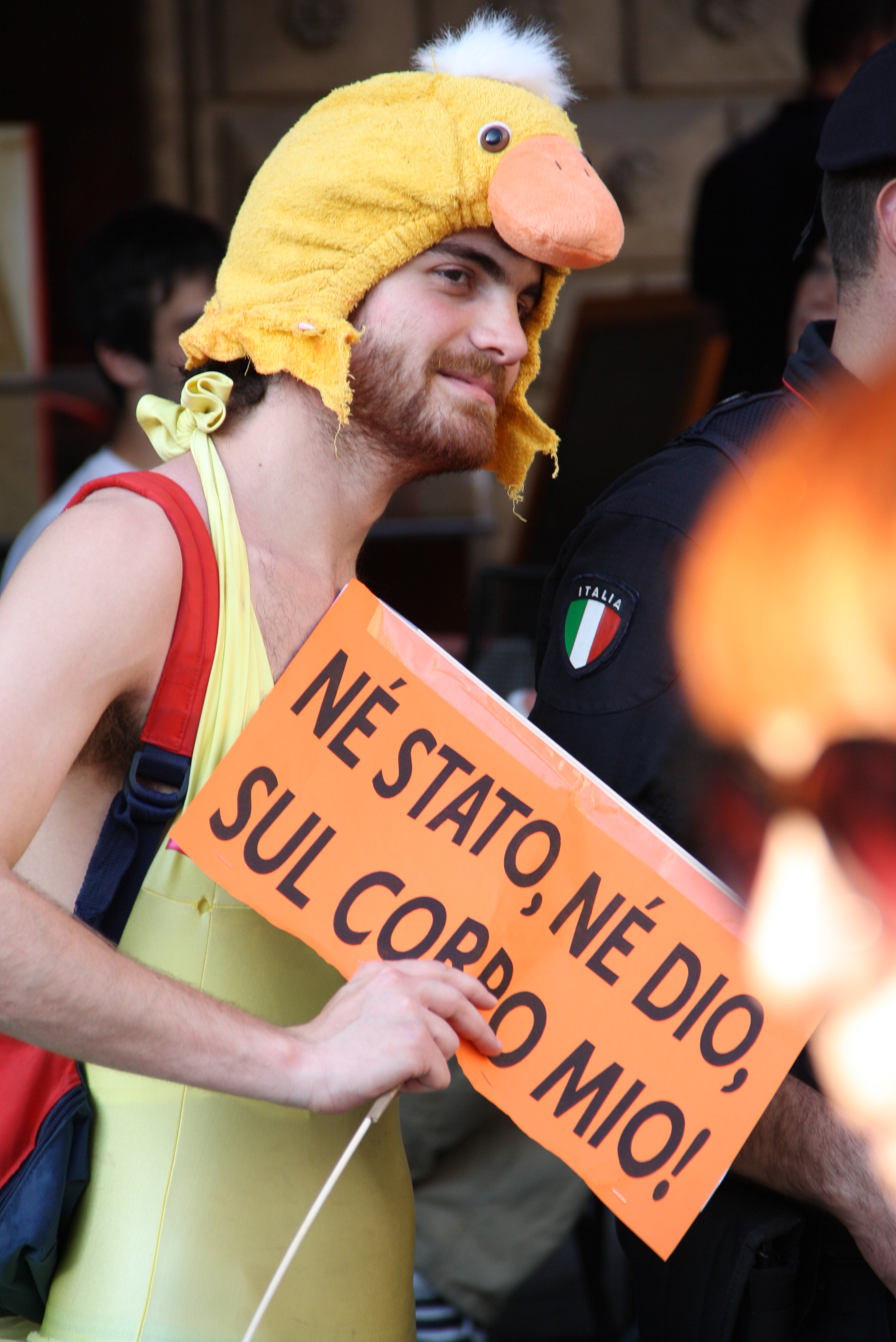
"Né Stato, né Dio, sul corpo mio!", Pride di Bologna del 2012

L'omosessualità rimane disapprovata dalla maggior parte delle tradizioni cristiane presenti in tutto il mondo, con un'esplicita condanna in una delle lettere di San Paolo. Tra quelle confessioni che generalmente si esprimono in un modo negativo nei confronti di questi orientamenti esistono molteplici tipi di posizione che esse possono assumere: questi possono variare dallo scoraggiare apertamente l'attività omosessuale, al vietare esplicitamente le pratiche omosessuali tra i suoi aderenti, all'opporsi attivamente all'accettazione sociale dell'omosessualità, fino al condannare gli omosessuali alla pena di morte.
In alcune religioni, a seconda dell'interpretazione delle scritture, viene considerato peccaminoso l'orientamento omosessuale pertanto qualificandolo come oggettivamente disordinato (così afferma ad esempio il Catechismo della Chiesa cattolica) e infine rifiutandone le pratiche sessuali.
Alcuni affiliati alla Riforma protestante dichiarano che solo il rapporto sessuale è peccaminoso. Altri ancora sono maggiormente portati ad accettare pienamente gli omosessuali; questo ad esempio è il caso del movimento religioso alternativo dei Radical Faeries, che promuove attivamente l'omosessualità.
Alcune organizzazioni d'impronta religiosa, come ad esempio Scientology o alcune confessioni cristiane, dichiarano che l'omosessualità sia una malattia e che possa essere eliminata o corretta mediante la fede religiosa e la pratica eterosessuale; alcune altre forme religiose liberali come la Wicca possono giungere a benedire il matrimonio tra persone dello stesso sesso.

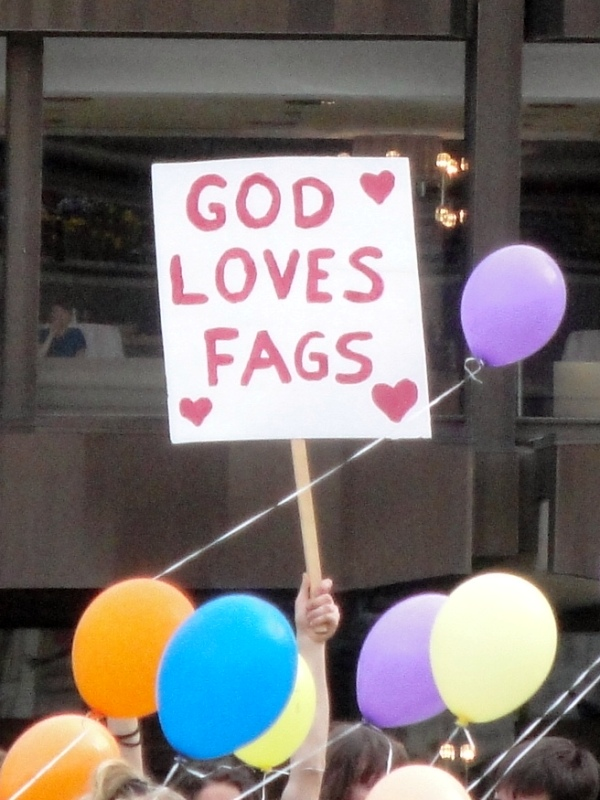
"Dio ama i froci", Lipsia (2013)

Il fondamentalismo religioso è stato considerato come essere correlato strettamente al pregiudizio anti-omosessuale; questo è il caso anche della religiosità comune la quale prevede tipicamente quegli atteggiamenti volti all'omofobia, ma è stato anche rilevato in un esperimento di laboratorio che essa può condurre a una vera e propria ostilità fisica anti-gay.
Ad esempio l'opposizione religiosa all'adozione da parte di coppie dello stesso sesso è stata spiegata attraverso alti valori collettivisti (di affidabilità, autorità e purezza) e da una bassa flessibilità nelle questioni esistenziali piuttosto che dalle elevate inclinazioni pro-sociali dimostrate nei confronti dei più deboli.
Gli atteggiamenti verso l'omosessualità possono venire determinati non solo dalle credenze religiose personali, ma anche dall'interazione di queste credenze con l'eventuale predominio religioso nazionale; questo può riguardare pure le persone meno religiose o che non condividono affatto il loro contesto religioso dominante locale.

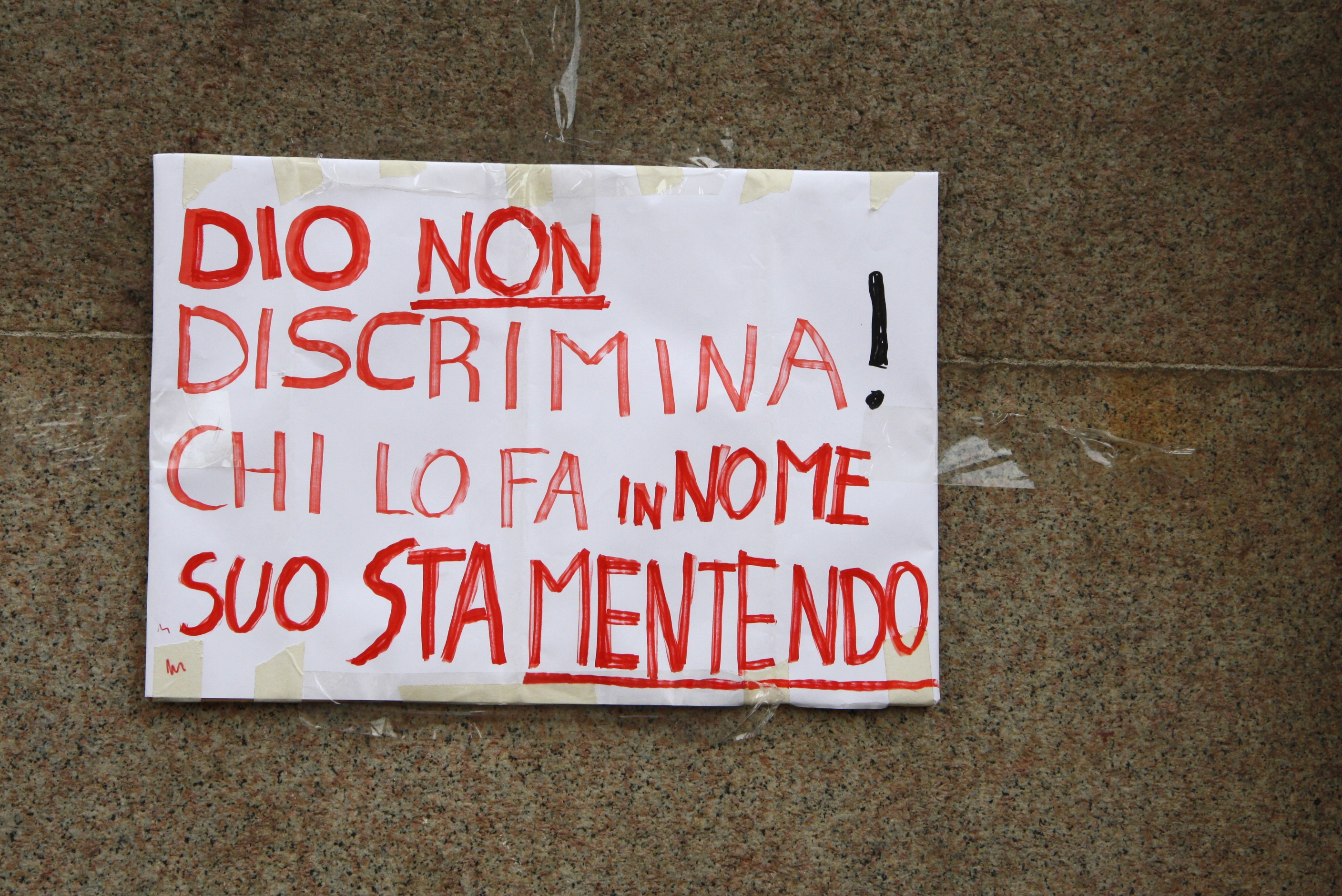
"Dio non discrimina! Chi lo fa in nome suo sta mentendo". Presidio anticlericale a Milano nel 2012

Molti ribadiscono il concetto che l'omosessualità è peccaminosa soffermandosi specificamente agli atti/comportamenti sessuali, piuttosto che considerarla in una più ampia visione concernente una questione identitaria; a tal fine alcuni scoraggiano l'etichettatura degli individui esclusivamente in base al loro orientamento sessuale. Esistono poi diverse organizzazioni religiose le quali affermano che la terapia di conversione possa contribuire a ridurre l'attrazione verso le persone dello stesso sesso e diventare così degli ex-gay; tuttavia, nessuno studio scientifico serio ha mai dimostrato la validità di questa pratica che viene anzi scoraggiata dalla maggior parte dei medici.
Nonostante ciò alcuni aderenti di molte religioni vedono in una maniera maggiormente positiva e non come netta contrapposizione i diversi orientamenti sessuali; alcune tra le confessioni cristiane (ma non solo quelle) possono giungere a concedere la loro benedizione al matrimonio tra persone dello stesso sesso e a sostenere i diritti LGBT nel mondo; il loro numero aumenta costantemente mentre gran parte del mondo occidentale ha adottato e sviluppato legislazioni a sostegno dei diritti LGBT.
Storicamente alcune culture e religioni hanno ospitato, istituzionalizzato ritualmente (vedi pederastia cretese) o venerato l'amore e la sessualità tra persone dello stesso sesso; tali mitologie e tradizioni possono essere rinvenute in tutti i continenti del pianeta: per fare solo un esempio l'induismo non considera l'omosessualità come un peccato in termini religiosi. Nel 2009 il "Consiglio indù del Regno Unito" ha fato pubblicare una dichiarazione intitolata "L'induismo non condanna l'omosessualità".
Le scritture sacre del Sikhismo rappresentate dal Guru Granth Sahib insegnano la tolleranza, l'uguaglianza e l'accettazione di tutte le persone indipendentemente dalla loro etnia, fede religiosa, sesso e forma di sessualità. Le cerimonie di nozze Sikh non sono specificamente rivolte a un'unica forma di sessualità, pertanto il matrimonio omosessuale sarebbe teoricamente possibile all'interno del Sikhismo.
Indipendentemente dalla loro posizione nei confronti dell'omosessualità molte persone di fede guardano sia ai testi sacri sia alla tradizione per potersi orientare su questo particolare tema; tuttavia l'autorità di varie tradizioni o passaggi scritturali, oltre che la correttezza delle traduzioni e delle sue interpretazioni, sono in continuazione contestate.

## Paganesimo

### Religioni mediorientali
Diversi documenti attestano la presenza di sacerdoti o persone addette al culto che sono di sesso maschile ma vestono da donne e vengono in qualche modo assimilati alle donne, pur rimanendo in una categoria ben distinta da quella delle donne.
La persona che appartiene a questo gruppo è descritta con vari nomi ed è presente anche nelle successive Scritture ebraiche come "keleb", termine tradotto (nel Libro del Deuteronomio 23,19) come "cane" (definizione che ha in origine la sfumatura di "cane da guardia" della divinità, dato che la si ritrova in un'iscrizione semitica cipriota).
Le Scritture ebraiche contengono anche il termine kadesh/kodesh (trascritto anche come qedes/qodesh, plurale: kedeshim o qedeshim), che significa "consacrato, santo", che viene normalmente tradotto come "prostituto", o "prostituto sacro" (nel Primo Libro dei Re 14,24; 15,12; 22,47). Il testo biblico dice che questo tipo di persone "consacrate" s'erano installate nell'interno stesso del Primo Tempio di Gerusalemme (nel Secondo Libro dei Re 23,7) al servizio d'una divinità diversa da Yahweh. È possibile che si tratti di sacerdoti dediti al travestitismo o eunuchi di cui è ampiamente nota l'esistenza fra il clero di alcune divinità femminili come Inanna/Ishtar, la quale ultima sappiamo essere stata venerata anche come "Regina dei Cieli".
I miti mesopotamici danno una testimonianza di queste figure (ne La discesa di Inanna agli Inferi [fine III millennio/inizio II millennio a.C.], onorate per aver aiutato la dea Ishtar prigioniera nell'aldilà; il dio Enki crea, usando lo sporco posto sotto le sue unghie, il kurgara e il kalatur e li manda a salvare la Dea. Essi riescono a commuovere la regina degli inferi Ereshkigal e a compiere la loro missione): esse vengono presentate come sacre e intimamente legate al culto delle divinità (specialmente a quello di Inanna e Ishtar).
Più che a prostituti sacri si dovrà forse pensare a castrati, sul tipo di quelli descritti in epoca classica da Luciano di Samosata nel suo De dea Syria, che praticavano l'autoevirazione come forma di estremo ascetismo e definitiva consacrazione alla divinità (il mondo classico li conobbe col nome di gallo).

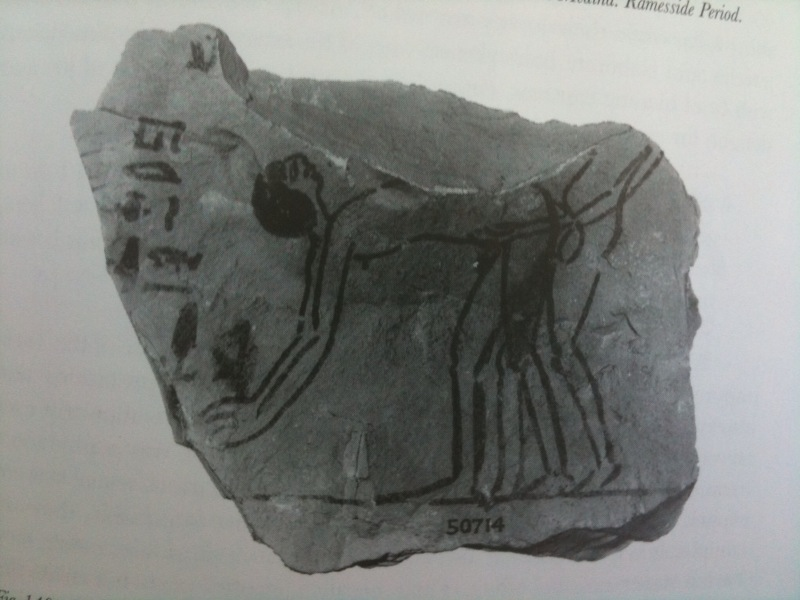
Ostraca risalente al periodo ramesside il quale mostra un rapporto di sesso anale o, in alternativa, di sesso intercrurale

### Antico Egitto
In una versione del Mito di Horus e Seth, i due dèi parenti in lotta per la supremazia, per arrivare a schiacciare una volta per tutte Horus, Seth lo sodomizza e poi va a raccontare l'accaduto alle altre divinità, le quali nel sentire la cosa "vomitano e sputano" in faccia a Horus.
Il giovane dio è però riuscito a far eiaculare Seth nelle proprie mani, poi si taglia le mani e le butta in acqua; ottenuto dalla madre Iside un paio nuovo di mani mette il proprio sperma su un'insalata che Seth mangerà, in modo che quando gli dei si trovano di fronte ai due, che dichiarano entrambi di aver sodomizzato l'altro, chiedono allo sperma di parlare per dire chi avesse ragione, è lo sperma di Horus a parlare da dentro l'intestino di Seth.
Esistono tracce di un'altra versione del mito, nella quale "Horus insinuò il suo seme nel didietro di Seth, e Seth insinuò il suo seme nel didietro di Horus".

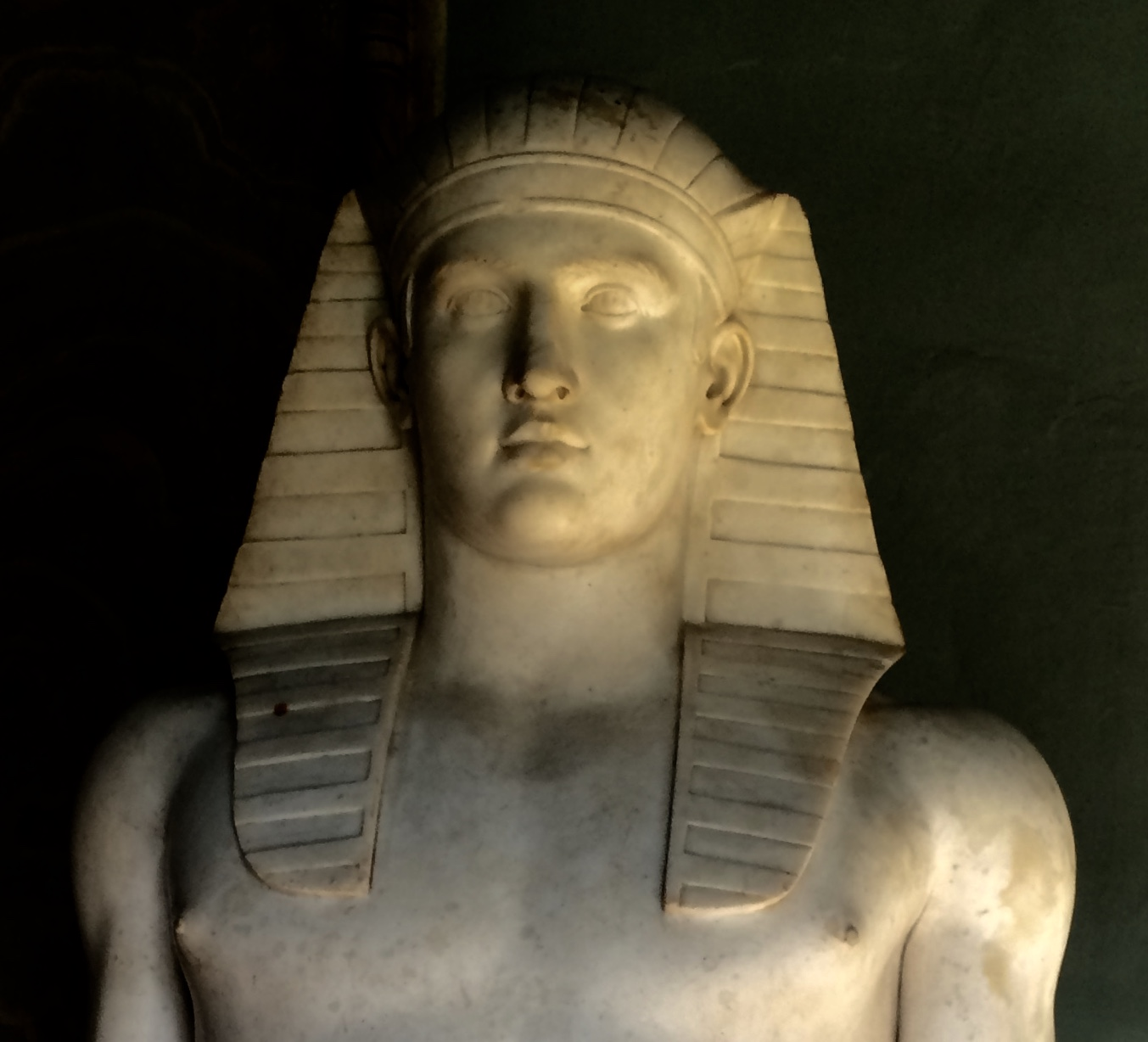
Antinoo, il giovane amato e divinizzato dall'imperatore romano Adriano in veste di divinità egizia

### Religione greco-romana
Alcuni miti greci e latini presentano esplicitamente relazioni omosessuali, di solito di un tipo rifacentesi alla pederastia (vedi pederastia greca), fra una divinità di sesso maschile e un giovane maschio mortale. Tali miti contengono un substrato iniziatico che ha fatto ipotizzare ad alcuni indoeuropeisti (massimamente Bernard Sergent, anche se l'ipotesi parte da un saggio di Jan Bremmer) che in origine il rapporto sessuale fosse la rappresentazione, simbolica e teologica, di un effettivo atto omosessuale a cui erano sottoposti i ragazzi nei riti di iniziazione, come rito di passaggio dall'adolescenza all'età adulta, per renderli fertili attraverso la trasmissione del seme (vedi pederastia cretese).
Perdutosi nel volgere dei secoli questo rito, secondo Sérgent, ne rimase solo il ricordo mitico, che in epoca classica venne reinterpretato secondo le concezioni dei contemporanei relative all'omosessualità, attribuendo agli dei amori carnali, fini a sé stessi.
Il solo mito greco-romano che descriva un rapporto sessuale fra una divinità femminile e un essere umano di sesso femminile è quello di Diana e Callisto, che ingloba tracce di un mito legato all'iniziazione (anche sessuale, ma non solo) delle giovani, nel passaggio dall'adolescenza all'età adulta.
Temi LGBT possono essere rinvenuti nei miti classici riguardanti Achille e Patroclo, Ati, Narciso, Tamiri e Giacinto, Ciparisso, Crisippo e Laio, Dafni, Ampelo, Ganimede, Orfeo, Ila e Iolao, Prosimno, Calaide, Nerito e Pelope, Polido e Glauco Teseo e Piritoo, Eurialo e Niso, Cidone e Clizio, Callisto, Ermafrodito e Tiresia, Cenis, e infine Afrodito.

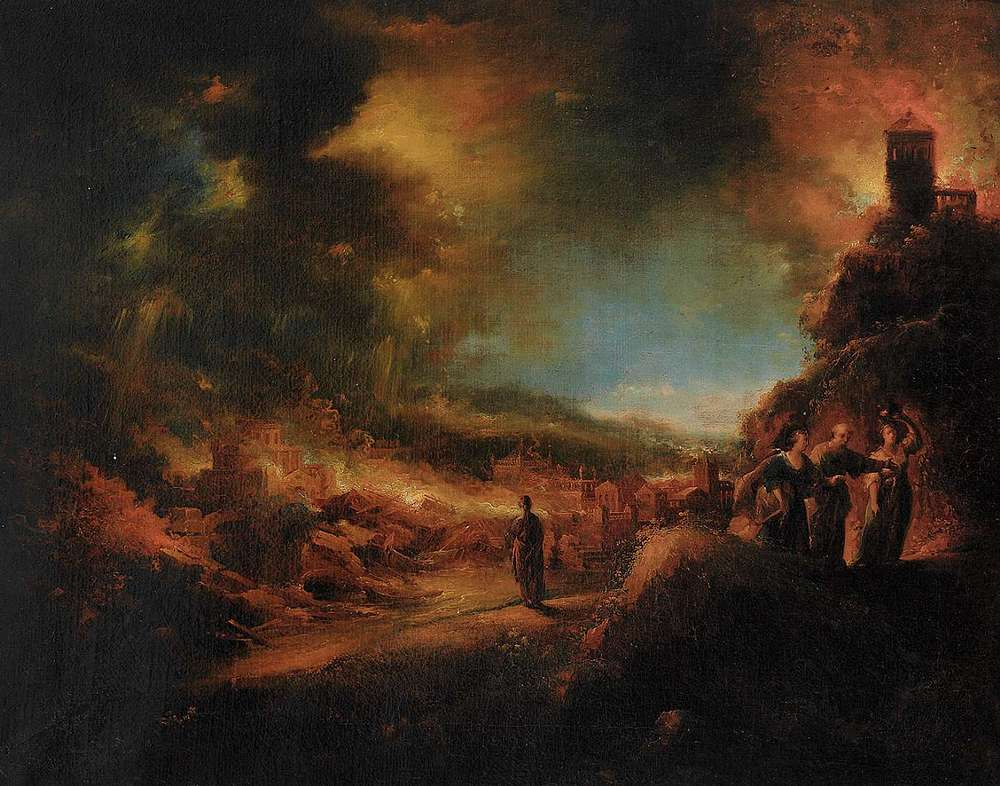
La distruzione di Sodoma, dipinto di Johann Georg Trautmann (1713-1769)

## Fedi abramitiche
Le religioni abramitiche dell'ebraismo, del cristianesimo e dell'islam hanno tradizionalmente proibito la sodomia, credendo e insegnando che un tale comportamento costituisca un peccato. Al giorno d'oggi alcune confessioni all'interno di queste tre grandi religioni accettano l'omosessualità e comprendono le persone omosessuali, come accade per esempio nell'ebraismo riformato, nella Chiesa unita di Cristo e nella Metropolitan Community Church.
Alcune chiese del presbiterianesimo e dell'anglicanesimo accolgono i loro membri indipendentemente dalle relazioni omoaffettive che questi intrattengono, con alcune di queste chiese che consentono di impartire l'ordine sacro ai chierici lesbiche e gay e, includendoli attivamente negli affari ecclesiali e sostenendo la legalizzazione dell'unione civile e del matrimonio tra persone dello stesso sesso.
L'ebraismo riformato comprende rabbini lesbiche e gay e liturgie matrimoniali apposite per le coppie dello stesso sesso, mentre l'ebraismo ricostruzionista e l'ebraismo conservatore negli Stati Uniti d'America permettono il rabbinato per lesbiche e gay e sostengono le coppie dello stesso sesso.

### Ebraismo
La Torah (i primi cinque libri della Bibbia ebraica) è la fonte primaria per le opinioni ebraiche sull'omosessualità. Essa afferma che: "[Un uomo] non deve giacere con un altro uomo come [avrebbe fatto] con una donna, è un תועבה toeba (abominio)" (Libro del Levitico 18:22). Come in molti altri comandamenti simili, la punizione dichiarata per la voluta violazione di questo precetto è la pena di morte, anche se nella pratica l'ebraismo rabbinico non reputa più di avere l'autorità necessaria per poter comminare sentenze capitali.
L'ebraismo ortodosso giudica gli atti omosessuali come dei peccati. Negli ultimi anni vi sono stati approcci interpretativi i quali affermano che solamente l'atto di sesso anale è proibito e considerato come un abominio dalla Torah, mentre il solo orientamento sessuale e anche altre attività omosessuali non sono da considerare come dei peccati.

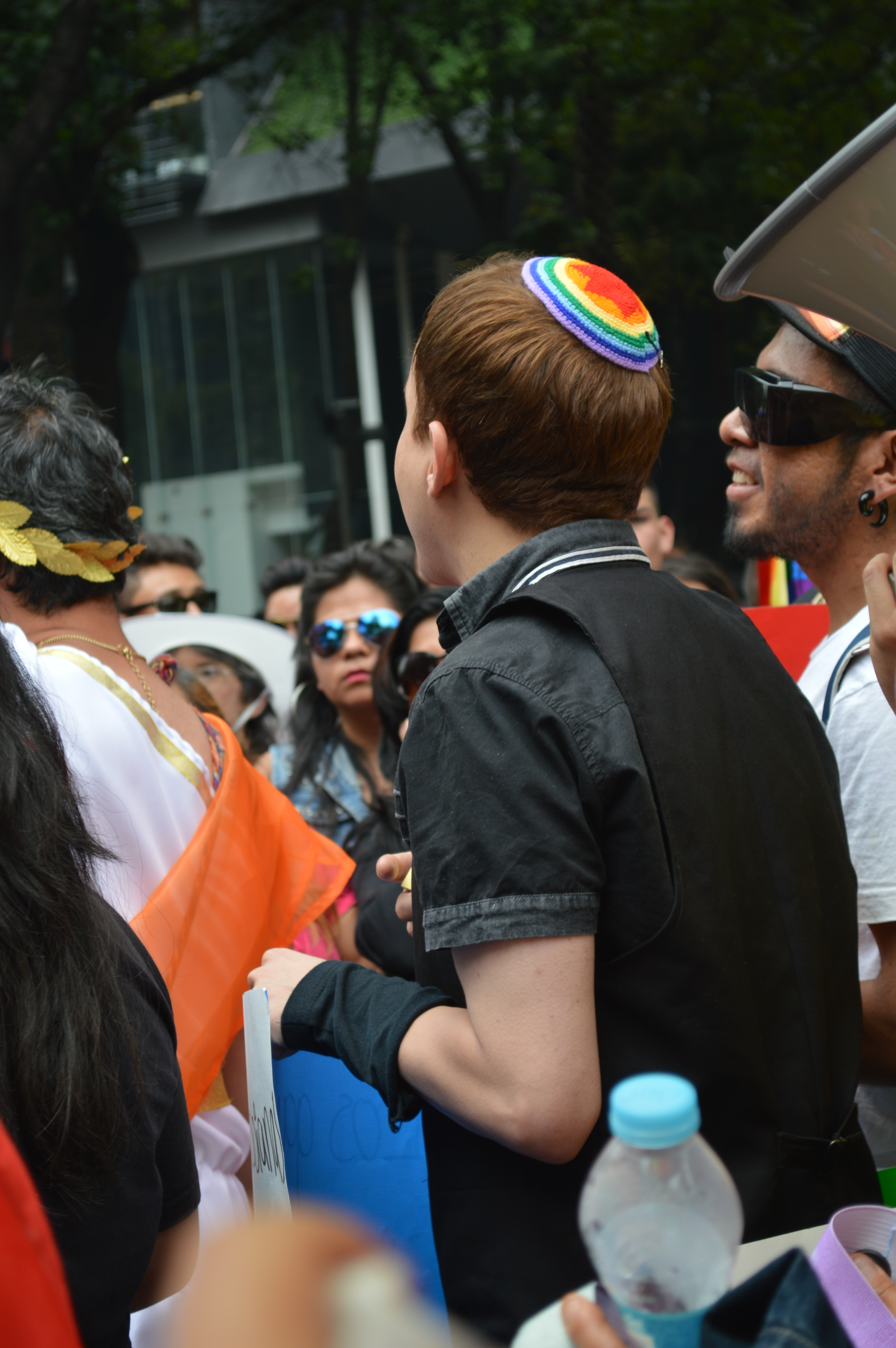
Un giovane ebreo che indossa una kippah fatta con i colori della bandiera arcobaleno al Pride di Città del Messico (2015)

L'ebraismo conservatore si è impegnato in uno studio approfondito dell'omosessualità sin dagli anni novanta con diversi rabbini che presentano una vasta gamma di responsa (documenti con argomentazioni legali) in qualità di considerazioni comunitarie. La posizione ufficiale del movimento è quella di accogliere gli ebrei omosessuali nelle loro sinagoghe e di lottare contro qualsiasi forma di discriminazione che si presentasse nel diritto civile e nella società pubblica, ma anche di mantenere il divieto di sesso anale come requisito religioso.
L'ebraismo riformato e l'ebraismo ricostruzionista nell'America del Nord e l'ebraismo liberale nel Regno Unito rendono l'omosessualità accettabile sulla stessa base dell'eterosessualità. Le autorità ebraiche progressiste credono che le leggi tradizionali contro l'omosessualità non siano più vincolanti o siano altresì soggette a cambiamenti che riflettano una nuova comprensione della sessualità umana.
Alcune di queste autorità si basano su una moderna scuola biblica la quale suggerisce che il divieto presente nella Torah era inteso a vietare il sesso omosessuale coercitivo o ritualizzato, come quelle pratiche attribuite ai culti e al rito di fertilità presenti nell'antico Egitto e in Cananea e alla prostituzione sacra effettuata all'interno dei templi.

Proteste religiose contro il Pride di San Francisco del 2010. I cartelli dicono: "La sodomia è un peccato" e "Il sesso omosessuale è un peccato".

### Cristianesimo
Le confessioni cristiane hanno una grande varietà di opinioni sull'argomento inerente agli "atti omosessuali", che vanno dalla condanna totale alla completa accettazione. La maggior parte delle confessioni cristiane accoglie le persone attratte dallo stesso sesso, ma nel contempo insegnano che gli atti omosessuali sono peccaminosi. Queste confessioni includono la Chiesa cattolica romana, la Chiesa ortodossa e le Chiese ortodosse orientali, le confessioni rifacentesi al luteranesimo come la Chiesa luterana-Sinodo di Missouri, il Sinodo luterano evangelico del Winsconsis, la Chiesa metodista unita e alcune altre confessioni principali come la Chiesa riformata in America e la Chiesa battista americana.
Lo stesso vale per le organizzazioni e le Chiese conservatrici dell'evangelicalismo come l'Alleanza evangelica e gruppi e Chiese che propongono il fondamentalismo cristiano come la Southern Baptist Convention, le Chiese del pentecostalismo come le Assemblee di Dio Americane e le Chiese del restaurazionismo come i Testimoni di Geova e la Chiesa di Gesù Cristo dei santi degli ultimi giorni le quali assumono la posizione secondo la quale l'attività sessuale omosessuale costituisce un peccato.

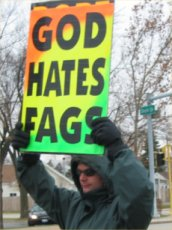
Gruppi di odio anti-LGBT. Il cartello dice: "Dio odia i froci".

Il cristianesimo liberale è favorevole agli omosessuali. Alcune tra le confessioni cristiane non considerano i rapporti monogamici tra persone dello stesso sesso come cattivi o malvagi: queste includono la Comunità di Cristo (RLDS), la Chiesa unita del Canada, la Chiesa unita di Cristo, la Chiesa episcopale degli Stati Uniti d'America, la Chiesa presbiteriana degli Stati Uniti d'America, l'Unione di Utrecht delle Chiese vetero-cattoliche, la Chiesa evangelica luterana in America, la Chiesa evangelica luterana in Canada, la Chiesa di Svezia, le Chiese luterane, riformate e unite rappresentate dalla Chiesa evangelica in Germania, la Chiesa di Danimarca, la Chiesa d'Islanda, la Chiesa di Norvegia e la Chiesa protestante nei Paesi Bassi.
In particolare la Metropolitan Community Church è stata fondata specificamente per servire la comunità cristiana LGBT e si è dedicata all'essere aperta e affermativa nei confronti delle persone LGBT; conta all'incirca 40 000 membri. La "Chiesa unita di Cristo" e l'Alliance of Baptists sostengono anche il matrimonio tra persone dello stesso sesso; mentre alcune Chiese dell'anglicanesimo e del luteranesimo permettono la benedizione delle coppie omosessuali.

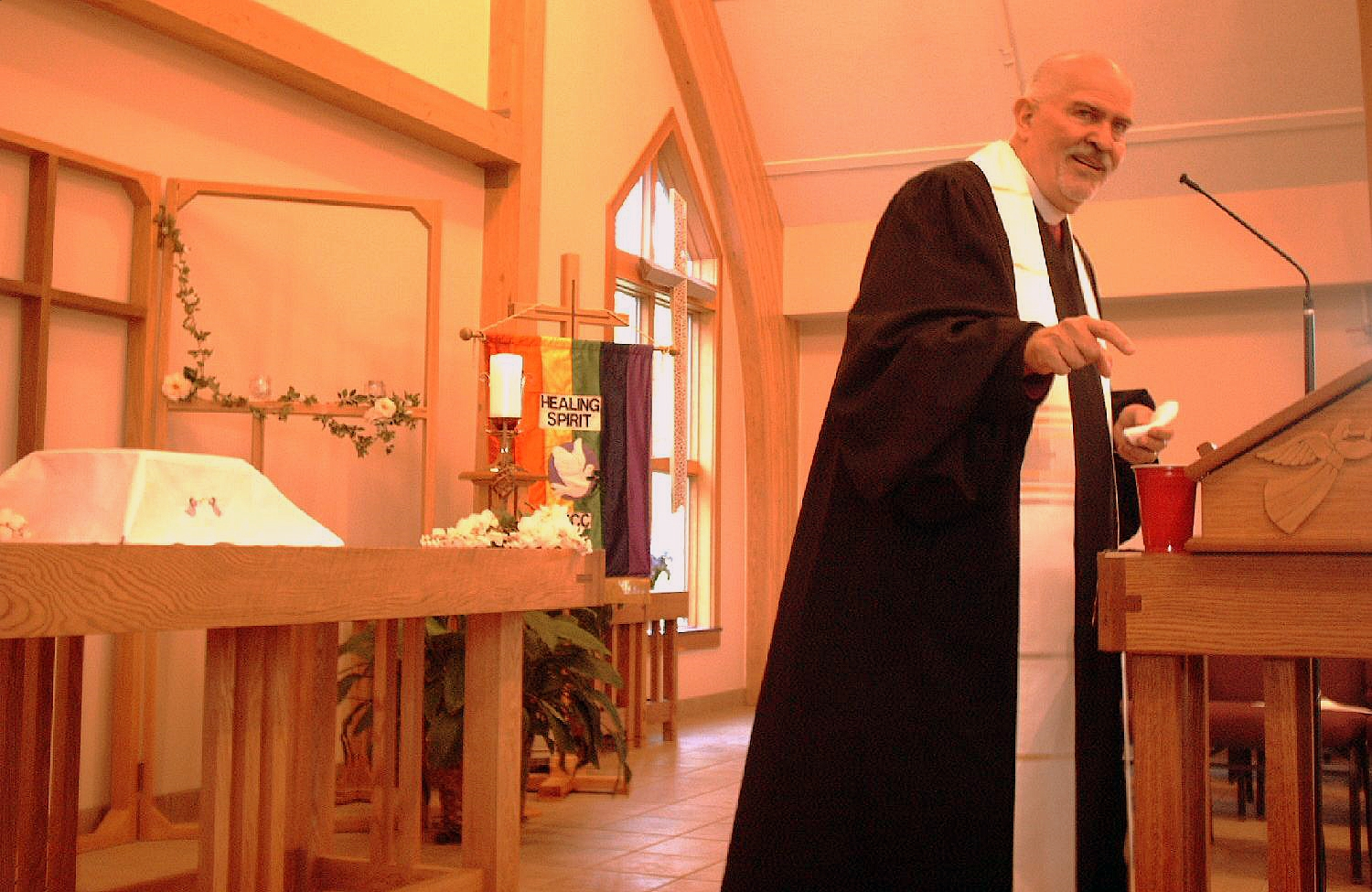
Il reverendo Troy Perry, appartenente alla Metropolitan Community Church - Chiesa espressamente rivolta alle persone LGBT - si prepara per la celebrazione eucaristica (2006)

All'interno della comunione anglicana vi sono membri del clero apertamente gay; per esempio Gene Robinson e Mary Glasspool sono vescovi (il primo un uomo, la seconda una donna) apertamente omosessuali appartenenti alla "Chiesa episcopale statunitense", mentre la donna-vescovo Eva Brunne, apertamente lesbica, appartiene alla "Chiesa luterana di Svezia". Le recenti azioni promosse dalle chiese episcopali nei confronti dell'omosessualità hanno portato a un maggior dibattito e tensione etica all'interno della Chiesa anglicana d'Inghilterra, oltre che all'interno delle chiese anglicane in tutto il mondo.
Negli Stati Uniti d'America e in molte altre nazioni i religiosi stanno diventando sempre più affermativi nei riguardi delle relazioni omosessuali; anche quelli facenti parte di confessioni con posizioni ufficiali dogmatiche si stanno poco per volta liberalizzando, sebbene non più rapidamente di quelle che confermano il proprio appoggio ai gruppi religiosi LGBT.

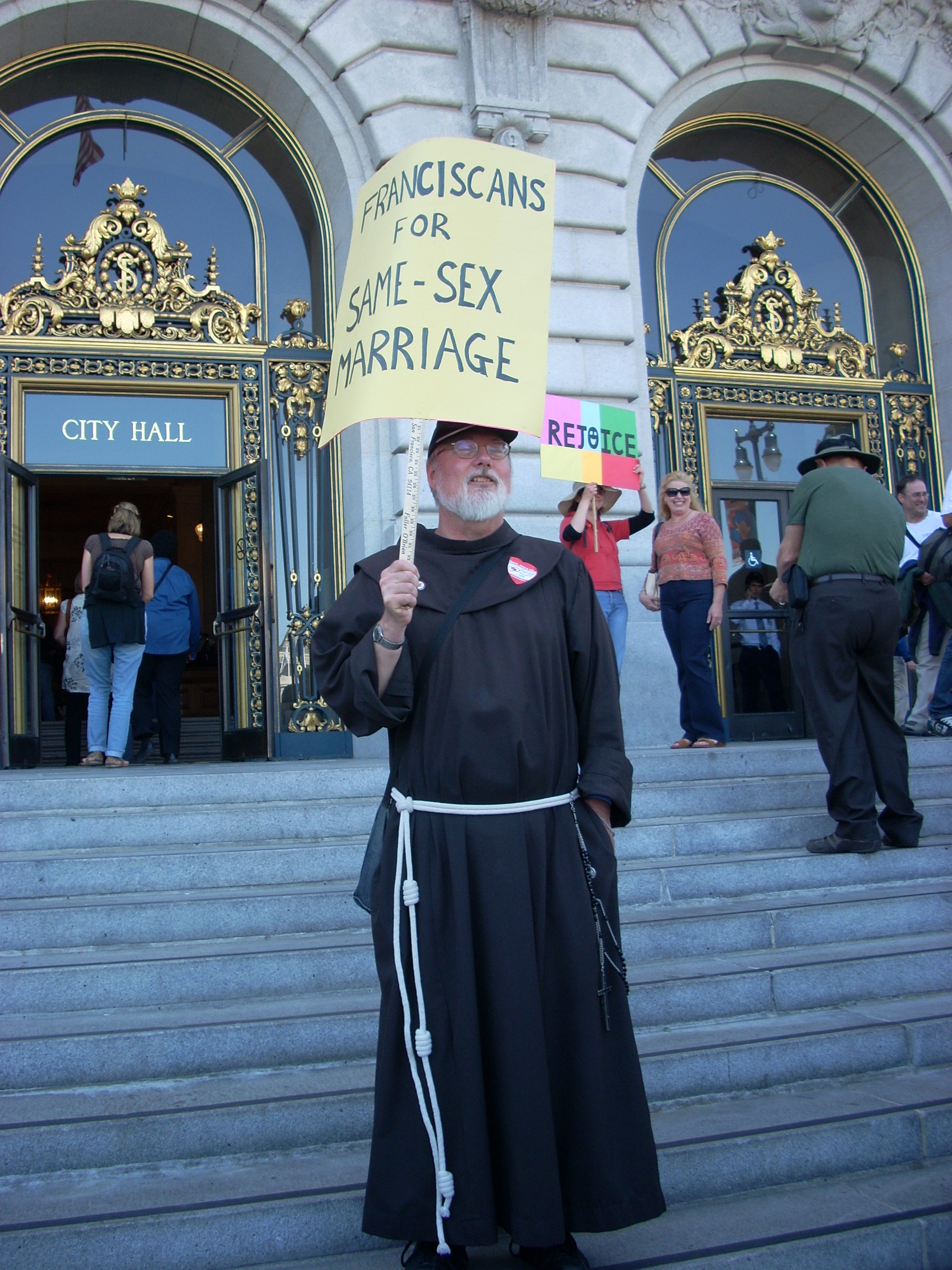
Un membro dell'ordine francescano statunitense con un cartello che dice: "I francescani sono favorevoli al matrimonio tra persone dello stesso sesso

I passaggi dell'"Alleanza Mosaica" e il suo contesto più ampio dell'Antico Testamento sono stati interpretati per significare che chiunque s'impegnasse in pratiche omosessuali avrebbe dovuto essere punito con la pena di morte (Libro del Levitico 20:13; Libro della Genesi 19: 4-25; Libro dei Giudici 19: 22-20: 48; Seconda lettera di Pietro 2: 6-10 e infine Lettera di Giuda 7). L'AIDS è stato anche ritratto da alcuni appartenenti a sette fondamentaliste, come Fred Phelps e Jerry Falwell, come una punizione da parte di Dio nei confronti degli omosessuali.

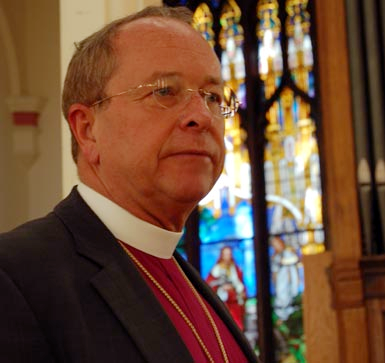
Il vescovo anglicano statunitense Gene Robinson è dichiaratamente gay

Nel corso del XX secolo teologi di rilievo come Karl Barth, Jürgen Moltmann, Hans Küng, John Robinson, il vescovo David Jenkins, Don Cupitt e il vescovo John Shelby Spong sfidarono le posizioni e le comprensioni più tradizionaliste della Bibbia; a seguito di questi sviluppi alcuni hanno suggerito che i passaggi in questione fossero stati erroneamente tradotti, fatti uscire dal contesto o che non si riferiscono a ciò che noi tutti oggi intendiamo come "omosessualità".
Le confessioni più conservatrici generalmente si oppongono alle relazioni omosessuali utilizzando i passi testuali dell'Antico e del Nuovo Testamento i quali descrivono le relazioni sessuali umane come strettamente eterosessuali ed entro un preciso "disegno" voluto da Dio per il mondo (Libro della Genesi 2: 18-24, 1, 26-28; Vangelo di Matteo 19: 4-6; Prima lettera ai Corinzi 7: 1-40 e Lettera agli Efesini 5:22 -33) e che il Signore stesso dichiarò essere cosa "molto buona" (Genesi 1: 26-31).
In quanto tale si afferma che i desideri e le azioni sessuali che contraddicono il disegno divino sono in sé stesse peccaminose e pertanto vengono condannate da Dio stesso (ad esempio "e non giacerai con un maschio come fai con una femmina, ciò è un abominio", Levitico 18:22 e confronta con Levitico 20:13). Dato che l'amore non si rallegra della menzogna e dell'iniquità (confronta 1 Corinzi 13: 6) e dal momento che i desideri e le azioni omosessuali sono ritenuti essere contrari al disegno divino e condannati da Dio come peccato/iniquità (ad esempio, in generale, Lettera ai Romani 1:26 (confronta 1 Corinzi 6: 9), vengono inclusi - ma non limitati - alla pederastia (in 1 Corinzi 6: 9, Prima lettera a Timoteo 1: 9-11) e considerati sessualmente immorali (Lettera ai Galati 5: 19-21, Lettera ai Colossesi 3: 5-7, Lettera agli Efesini 5: 3): gli aderenti alle confessioni più conservatrici credono che l'amore genuino nei confronti di Dio e verso l'umanità sia meglio espresso seguendo Dio piuttosto che il mondo (Atti degli Apostoli 5, 29; Libro di Geremia 23: 1-40; Lettera ai Romani 12: 9).

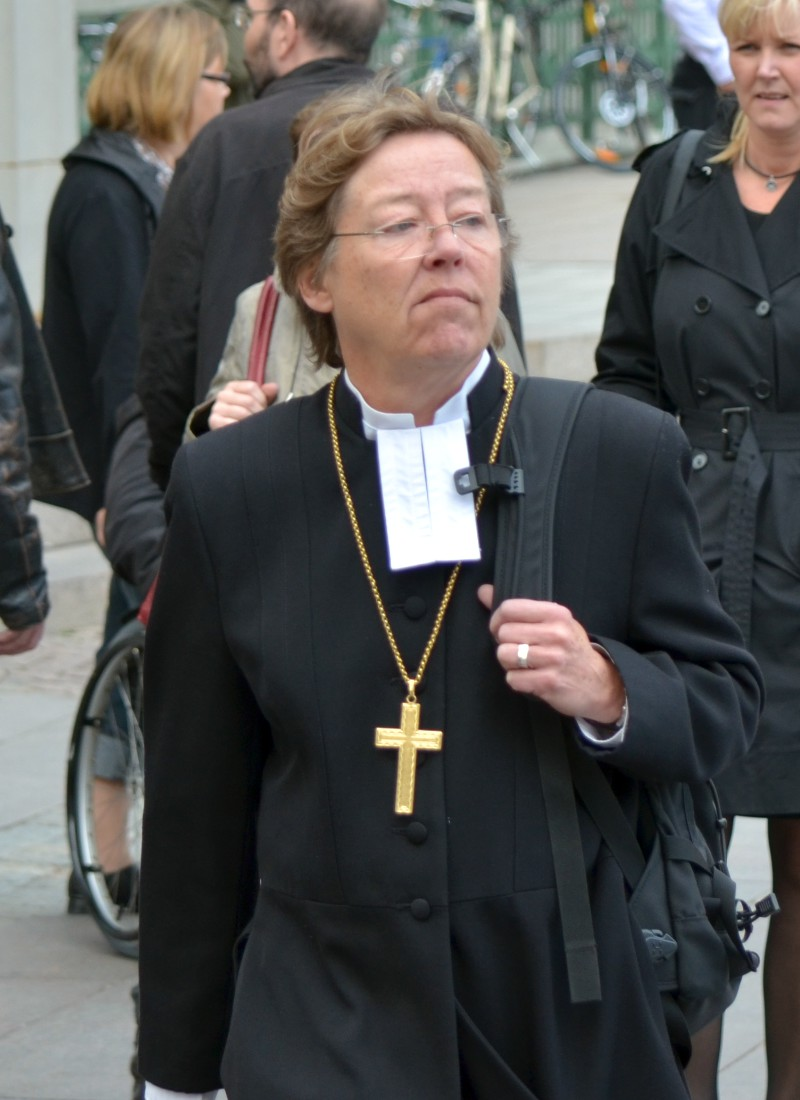
Eva Brunne, vescovo di Stoccolma ed esponente di spicco dell'episcopato femminile è dichiaratamente lesbica

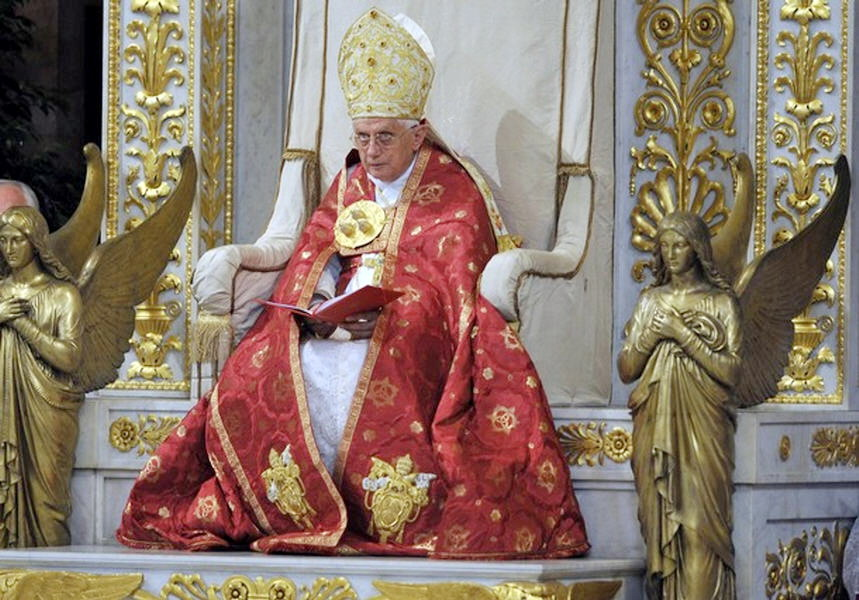
Papa Benedetto XVI in veste ufficiale (ex cathedra) nel 2008

Laddove la concezione cattolica si fonda su un argomento di "Legge naturale" come viene descritto dalla Scrittura e riproposto dal San Tommaso d'Aquino, la tradizionale concezione conservatrice protestante si basa sull'interpretazione della sola scrittura. I conservatori protestanti vedono anche i rapporti omosessuali come rappresentanti un ostacolo ai rapporti eterosessuali; essi interpretano alcuni passaggi biblici come comandamenti a essere eterosessualmente sposati. I cattolici, d'altra parte, hanno ospitato nel loro seno persone non sposate nella funzione di sacerdoti, monaci, monache e singoli laici per più di mille anni.
Un certo numero di cristiani omosessuali e di cosiddetti "ex-gay" hanno infine espresso la propria soddisfazione nel far parte di matrimoni sessualmente orientati in modo "misto".

#### Chiesa cattolica romana
La Chiesa cattolica romana insegna che coloro che sono attratti da persone dello stesso sesso sono chiamati a praticare la castità, proprio come tutti gli altri. La Chiesa cattolica non considera l'attività omosessuale come espressione del sacramento coniugale (vedi Matrimonio (Chiesa cattolica)) e insegna che esso è possibile solo nell'ambito di un impegno a lungo termine in un matrimonio tra un uomo e una donna. Secondo l'etica sessuale della Chiesa, l'attività omosessuale non cade nell'ambito delle "relazioni complementari" (gli organi maschile e femminile che si completano a vicenda) ed esula dalla fecondità (apertura alla nuova vita) implicita nell'atto sessuale.

La Chiesa cattolica romana è tollerante di fronte alla "condizione omosessuale o alla sua tendenza" presente nei credenti, pur respingendone gli "atti". Nella sua Lettera sulla pastorale rivolta alle persone omosessuali, il cardinal Ratzinger ribadisce che: 

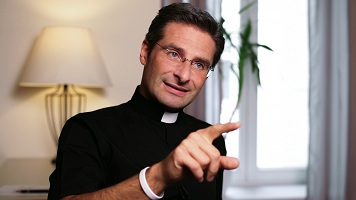
Krzysztof Charamsa durante un documentario polacco il giorno prima del suo coming out fatto nella Città del Vaticano; ha dichiarato di essere «un sacerdote omosessuale, con un compagno, felice e orgoglioso della propria identità». La rivelazione è stata fatta, ha detto ancora il monsignore, per «scuotere un po' la coscienza di questa mia Chiesa».

La Congregazione per la dottrina della fede, guidata dal cardinale Ratzinger (il futuro papa Benedetto XVI) ha ribadito nel 1986 e nel 2003 questa posizione, che richiede, in particolare, ai vescovi e ai legislatori cattolici di opporsi alla legislazione a favore del matrimonio tra persone dello stesso sesso o al suo equivalente in altre normative.
Secondo l'associazione LGBT francese "David et Jonathan" "questo testo indurisce la posizione tradizionale della Chiesa per quanto riguarda gli omosessuali. La distinzione tra tendenze omosessuali e atti, su cui ha insistito in tutti i testi del suo più lontano Magistero, scompare di fatto. La tendenza omosessuale diventa incompatibile con l'autentica castità pur esistente tra le coppie dello stesso sesso". L'ultimo testo pubblicato dalla Santa Sede a questo proposito risale al 1961. Il Vaticano stesso ha fondato due movimenti basantisi sulla morale cattolica dell'amicizia e della completa astinenza sessuale: il movimento "Coraggio" e "Amore fraterno spirituale". Questi movimenti militano contro il matrimonio tra persone dello stesso sesso e sottolineano il valore della castità integrale incorniciata da pratiche religiose all'interno delle debite organizzazioni cattoliche.
Se non nelle forme religiose di tendenza integralista cattolica, ortodossa, evangelica o di altro tipo (a titolo di esempio si può ricordare come viene percepita l'omosessualità in omosessualità e mormonismo o omosessualità e Testimoni di Geova), non vi è nessuna chiamata all'astinenza gay, ma piuttosto alla moderazione e alla discrezione. Nella Chiesa cattolica romana l'enfasi viene posta sull'ospitalità e la gentilezza nei confronti degli omosessuali. Nel luglio 2013 papa Francesco ha affermato: "Se una persona è gay e cerca il Signore con la buona volontà, chi sono io per giudicare?" Egli ha ricordato inoltre che "il Catechismo della Chiesa Cattolica esprime molto bene il concetto che non dobbiamo emarginare quelle persone che hanno bisogno di essere integrate nella società".

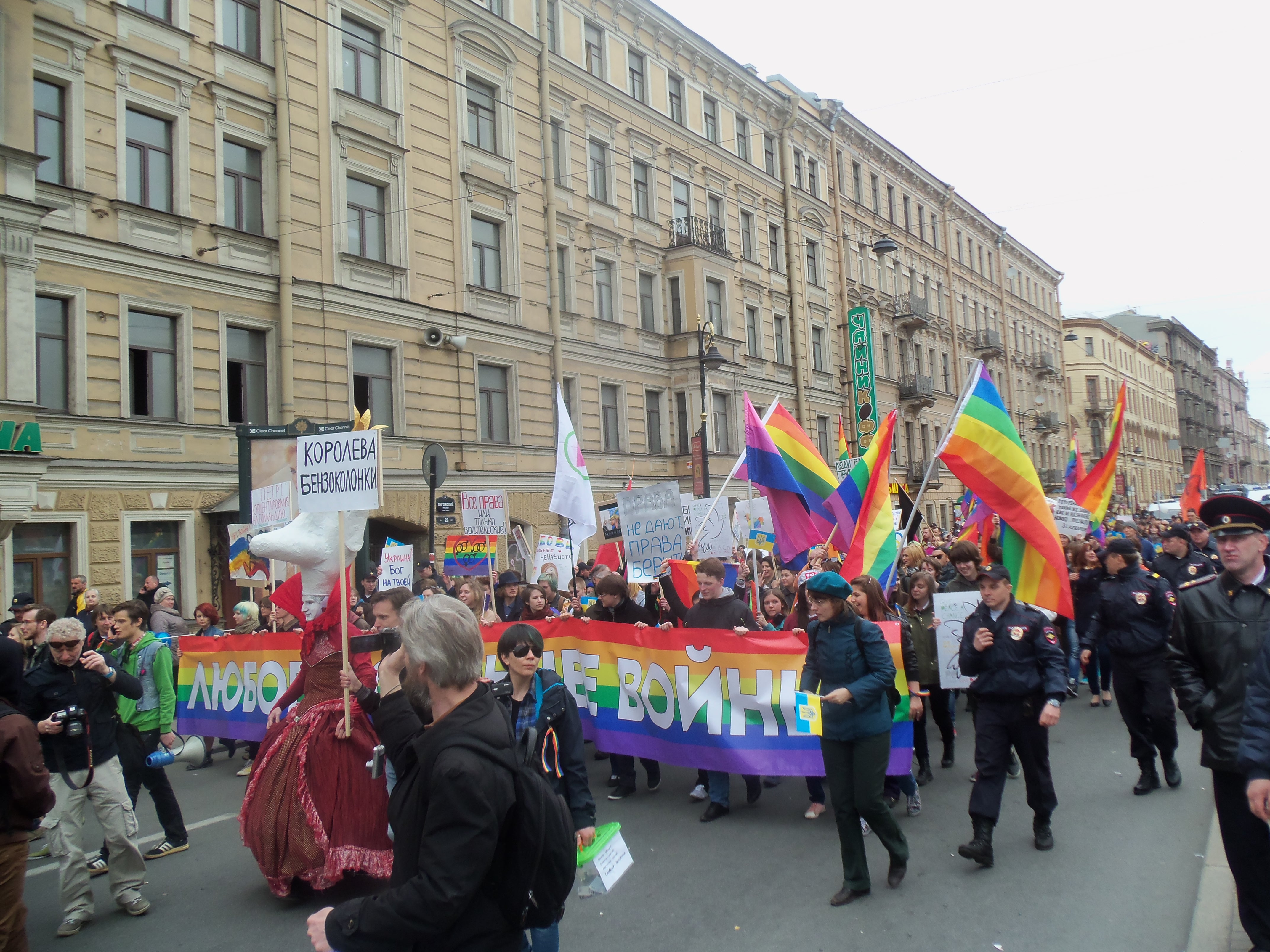
San Pietroburgo, 1º maggio 2014

#### Chiesa ortodossa
Il patriarca della Chiesa ortodossa russa Alessio II dichiarò davanti all'assemblea riunita del Consiglio d'Europa nell'ottobre del 2007:
Il suo successore Cirillo I, durante un viaggio compiuto in Ucraina nel novembre del 2010, condivise la visione espressa da papa Benedetto XVI su molte questioni d'attualità, in particolare quelle morali ed ecclesiali. Per quanto riguarda l'omosessualità egli ha osservato che "la Parola di Dio viene distorta in modo che corrisponda al criterio laicista liberale. È scritto molto chiaramente che questi atti sono da considerarsi come peccati".
Il 17 marzo 2008 i 13 membri del comitato permanente della Chiesa di Grecia dichiararono che la proposta di unione civile messa in campo dal governo greco sarebbe stata "una bomba catastrofica" che viene ospitata nelle fondamenta stesse della società greca e che avrebbe minato l'esistenza stessa del sacramento matrimoniale e della vita familiare. Il Sinodo ha affermato che "la Chiesa accetta e benedice il matrimonio stabilito secondo la tradizione ortodossa e considera qualsiasi altro tipo di rapporto come simile a quello della prostituzione" (vedi Diritti LGBT in Grecia).

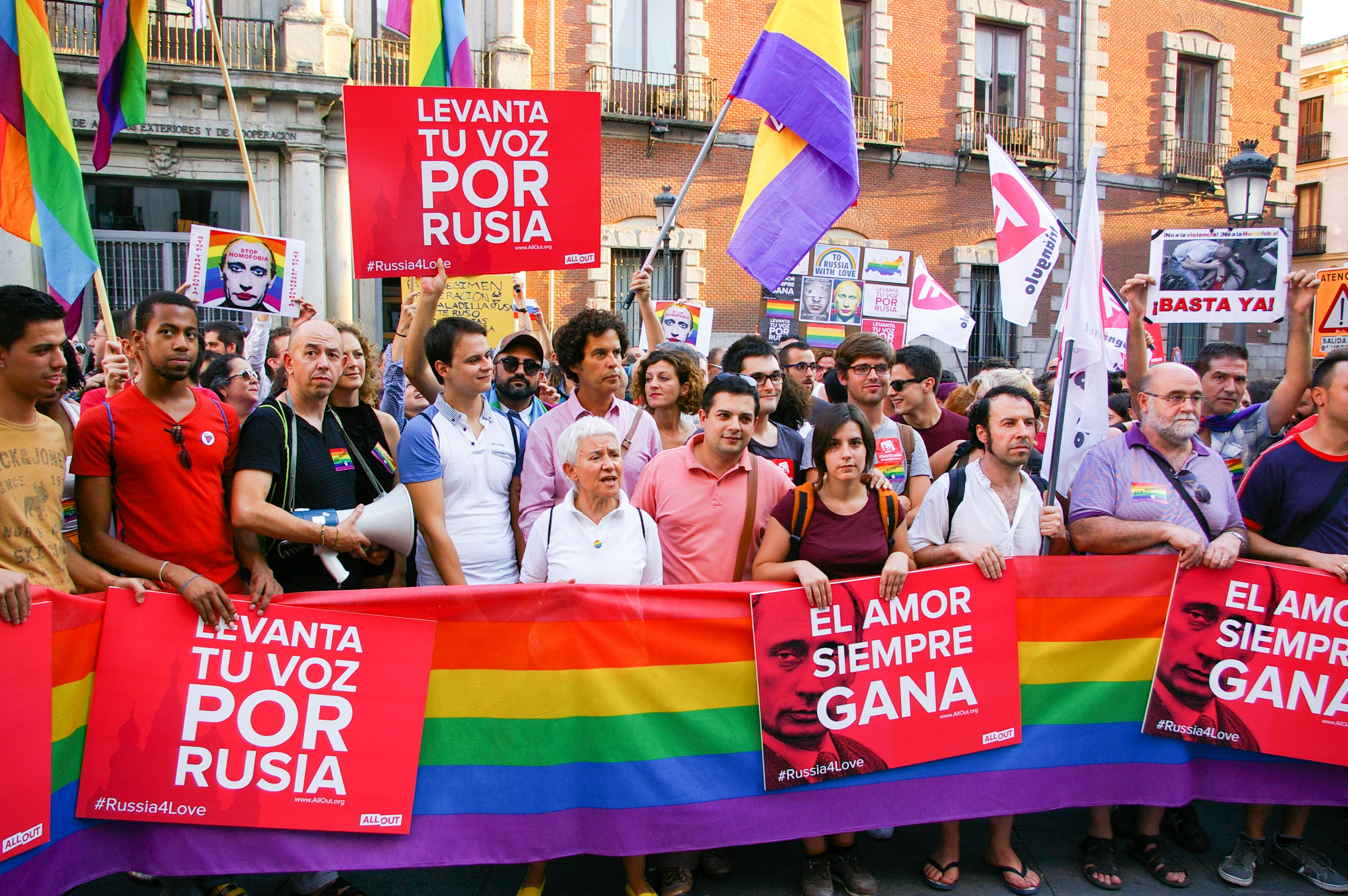
Protesta contro l'omofobia istituzionale e religiosa presente in Russia (Madrid 2006)

Nel suo articolo su "il matrimonio, la famiglia, la sessualità e la santità della vita" il Santo Sinodo della Chiesa ortodossa in America ha dichiarato nel luglio del 1992 che:
Nell'ortodossia la posizione ufficiale rimane quella di condanna dell'omosessualità. Questo atteggiamento coinvolge e si estende anche all'ambito politico. Il patriarca di Romania Teoctist Arăpașu si oppose pubblicamente, trovando pieno supporto nel Santo Sinodo della Chiesa ortodossa rumena, sia nel 1996 sia nel 2000 alla proposta presentata alla Camera dei deputati che prevedeva di far abolire una legge la quale puniva "il commercio omosessuale" con il carcere. Nella sua omelia pasquale del 2001 attaccò con forza l'omosessualità.
Il Santo Sinodo della Chiesa statunitense nel frattempo si oppose a quest'atteggiamento e si espresse nel 1992 a favore di un "ascolto pastorale dei soggetti coinvolti", ma ribadendo e sottolineando che l'omosessualità - in quanto tale - era una rivolta della natura contro Dio, come lo sono tutti i peccati. Il percorso proposto rimane la comprensione, l'ascolto, l'astinenza sessuale e l'ascetismo.
Il metropolita francese Michel Laroche, rappresentante della Chiesa ortodossa ucraina del Patriarcato di Kiev in Francia, condivide anch'egli la stessa opinione ma propone di lasciare le eventuali soluzioni pastorali inerenti a questi problemi ai parroci e ai monaci; nel contempo citava Luca evangelista: "Non giudicare e non sarai giudicato".

##### Chiese ortodosse orientali
Per la Chiesa ortodossa copta, seguendo la Bibbia, la tradizione e il credo copto, l'omosessualità è un peccato e Dio lo condanna. Padre M. Mikhail (Stati Uniti) afferma che l'orientamento sessuale ha una predisposizione che risale alla prima infanzia, che viene poi acquisita diventando così una scelta. "Una persona omosessuale è un'illusa se pensa di poter praticare questo stile di vita e andare in Paradiso. L'omosessualità è un peccato e l'omosessuale che vuole guarire deve riconoscerlo come tale e pentirsi".

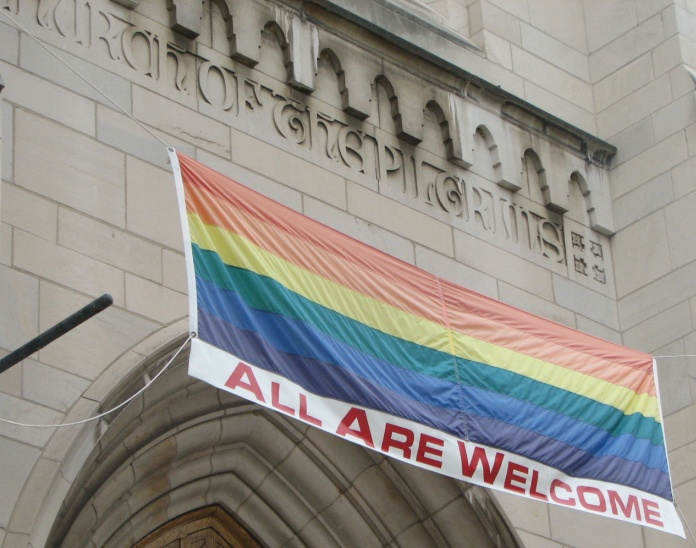
Portale della "Chiesa dei Pellegrini" presbiteriana a Washington, con un cartello gay-friendly che dice: "tutti sono i benvenuti"

#### Protestantesimo
Tra i cristiani, il protestantesimo ha come uno dei suoi principi fondamentali quello dell'interpretazione privata e del giudizio privato di tutti i testi biblici; esso è il risultato della riforma protestante, quando Martin Lutero - nel mese di ottobre 1520 - ha inviato il suo scritto "La libertà del cristiano" all'allora papa Leone X aggiungendovi la frase significativa "non mi sottoporre alle leggi quando interpreto la parola di Dio." Questo si è rivelato in seguito ciò che ha avviato il diritto fondamentale della libertà di religione, così come l'idea stessa di democrazia, sancendo una volta per tutte l'idea di orizzontalità dei fedeli protestanti, a differenza della verticalità di quelli cattolici, ove l'ultimo parere in materia di interpretazione biblica appartiene pur sempre al Papa.
Nel protestantesimo l'opinione di ciascuno dei fedeli in materia di interpretazione biblica ha lo stesso peso. Pertanto, la divergenza di opinioni tra i protestanti è vista come qualcosa di naturale, non vedendo alcuna necessità dell'esistenza di un pensiero generale unificato, questo a differenza del cattolicesimo.

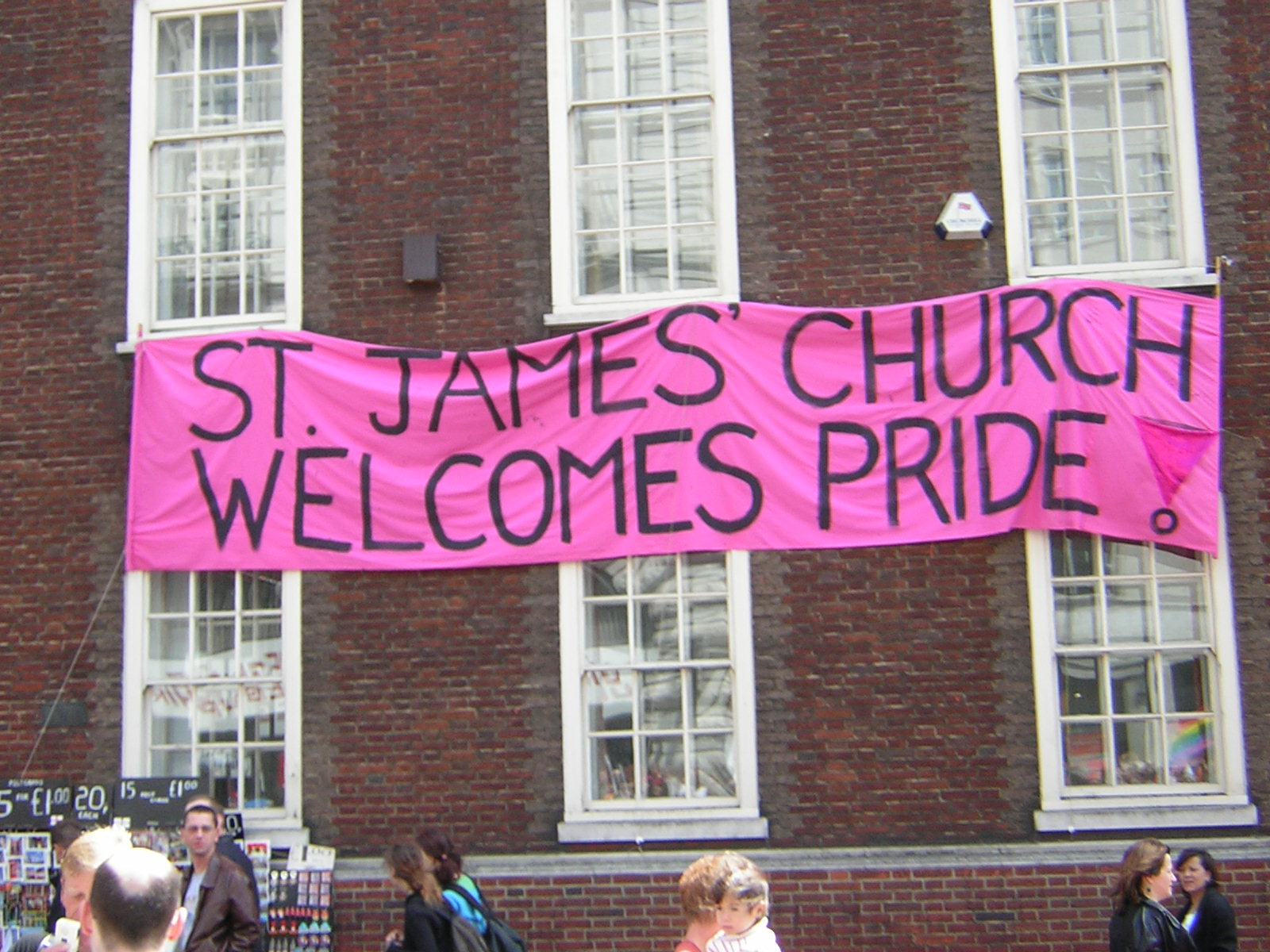
Striscione di benvenuto al Pride posto sulla facciata della "Chiesa di San Giacomo" (anglicana) al Pride di Londra del 2004

Ciò non significa che le autorità protestanti non si siano posizionate in maniera esplicita contro l'omosessualità e condannato la pratica della sessualità tra persone dello stesso sesso nel corso della storia. Ma non necessariamente il fatto che molti protestanti, il cui punto di vista religioso (sfera privata), si oppone all'omosessualità significa che essi sono contrari all'unione civile tra persone dello stesso sesso (sfera pubblica). Una bandiera storica dei protestanti nel mondo è la laicità dello Stato e in uno Stato laico c'è una netta divisione tra la sfera privata e quella pubblica e non dovrebbero esservi argomenti religiosi per evitare che le unioni civili tra persone dello stesso sesso abbiano una loro realizzazione.
Così, molto poco sorprendentemente, i primi paesi al mondo a riconoscere il diritto di unione tra gli omosessuali sono stati i paesi in cui è predominante la religione protestante tra la popolazione religiosa, citando come esempio il caso della Danimarca, che ha riconosciuto tale diritto anche nel lontano 1989 (vedi Diritti LGBT in Danimarca).
Ma anche all'interno della fede protestante (sfera privata), a causa del principio di interpretazione privata o di giudizio privato della Sacra Scrittura, molti hanno difeso e difendono ancora l'omosessualità.
Anche se gran parte delle attuali congregazioni protestanti rifiutano il comportamento omosessuale, molti pastori non si oppongono all'idea.
In Brasile, la Chiesa riformata protestante ha svolto campagne inclusive appositamente indirizzate alle persone LGBT appartenenti alla Chiesa cristiana e celebra quello che definisce rito matrimoniale tra persone dello stesso sesso, che è una cerimonia in cui le coppie gay ricevono la benedizione del matrimonio, affermando che "L'omosessualità è la benedizione di Dio".
Almeno esteriormente, i protestanti sostengono l'omosessualità non solo sulla base letterale del testo biblico con rami protestanti i quali accettano la pratica dell'omosessualità come l'unitarianismo e l'anglicanesimo, essendovi state ordinazioni di arcivescovi dichiaratamente omosessuali sia nella Chiesa anglicana (episcopale) nel Regno Unito sia negli Stati Uniti d'America, in tempi recenti.
Il sinodo della Chiesa protestante unita di Francia che si è riunito dal 14 al 17 maggio 2015 a Sète ha deciso di aprire la possibilità di praticare una benedizione liturgica anche per le coppie sposate omosessuali.
La Chiesa Protestante Unita italiana appoggia e sostiene il movimento LGBT e i diritti LGBT in Italia.

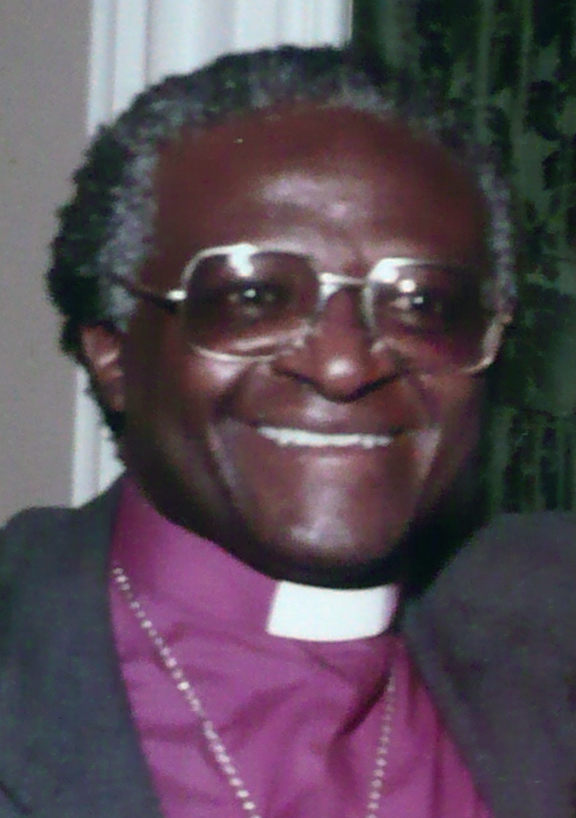
L'arcivescovo anglicano sudafricano Desmond Tutu si è espresso apertamente a favore delle persone omosessuali

#### Chiesa anglicana
L'omosessualità nella Chiesa anglicana d'Inghilterra, per esempio, sembra sfuggire al rifiuto che si ritrova ad avere nel resto del cristianesimo, con la benedizione del matrimonio tra persone dello stesso sesso e la consacrazione di vescovi apertamente gay o lesbiche, la qual cosa è comunque causa di divisione. Su questo punto la crisi è stato aperta dall'ordinazione di un pastore che vive apertamente una relazione stabile omosessuale, Gene Robinson, come vescovo del New Hampshire nel 2003 da parte della Chiesa Episcopale degli Stati Uniti d'America.
Questo fatto ha portato a una serie di modifiche sull'obbedienza da parte di alcune parrocchie e diocesi le quali, pur volendo rimanere nella Comunione anglicana, si sono poste sotto la giurisdizione di più province conservatrici, in particolare in Africa, con l'eccezione del Sudafrica. Proprio in Sudafrica, il Premio Nobel per la pace nel 1984, l'arcivescovo Desmond Tutu, ha dichiarato nel 1998 che "dal momento che riteniamo che l'amore riguarda tutto l'essere, non solo la dimensione sessuale e che esso si apre al dono di sé e alla compassione, perché dovremmo credere che questa capacità dovrebbe essere riservata solo per le coppie eterosessuali? " Ancora più diretto è stato nel novembre 2007, non esitando a dichiarare: "Se Dio, come si suol dire, è omofobico, non vorrei adorare quel Dio".

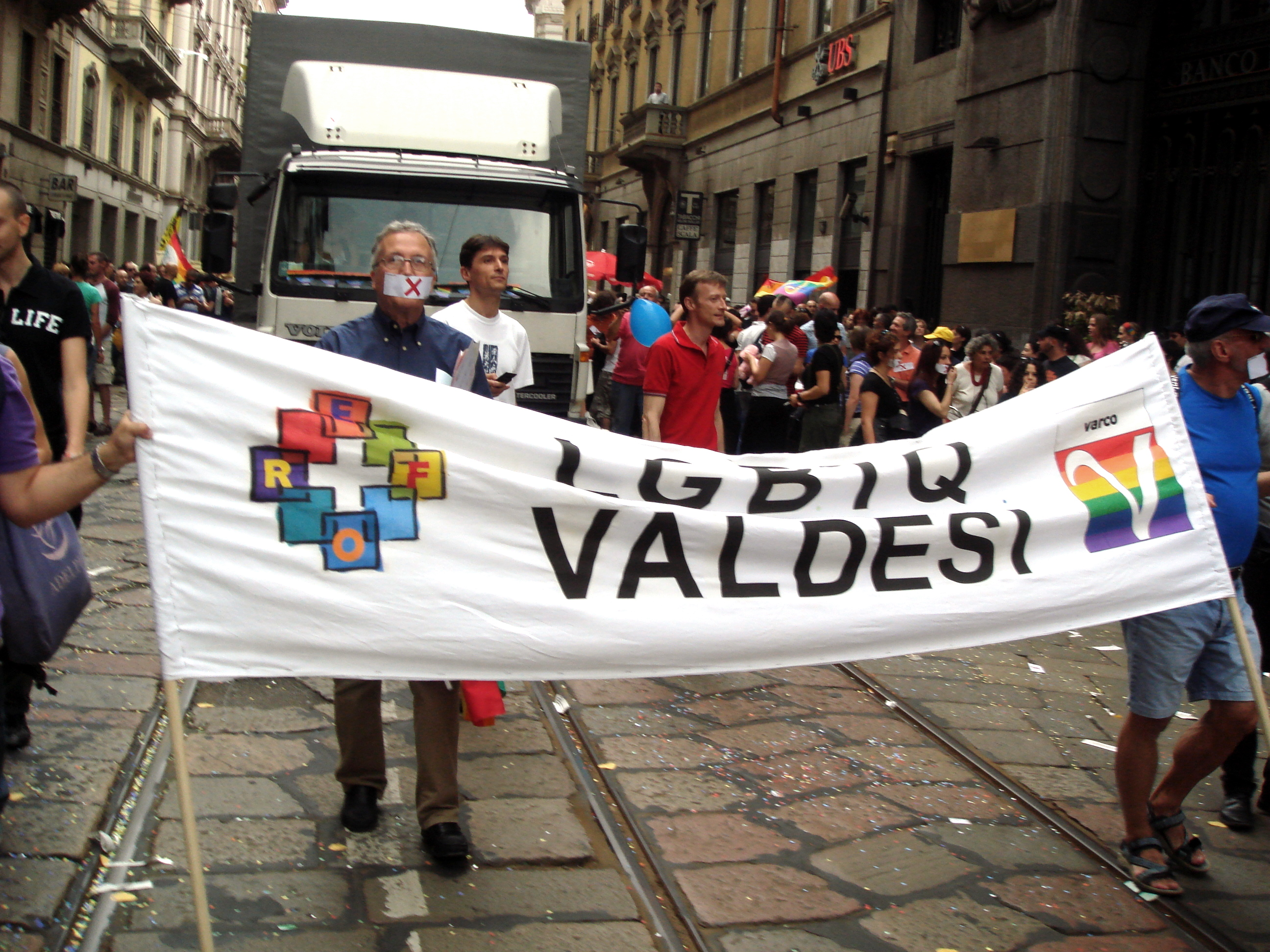
Membri LGBTQ del valdismo al Pride di Milano (2008).

#### Valdismo
Nella Chiesa valdese dei giorni nostri è largamente prevalente un'apertura ai temi dell'omoaffettività. Il sinodo valdese, a larga maggioranza, ha deliberato in favore della benedizione delle coppie omosessuali. La Chiesa valdese si impegna attivamente nella lotta all'omofobia e nel supporto al movimento LGBT. Il dibattito sul tema dell'omosessualità avviene anche tramite la R.E.F.O. (Rete Evangelica Fede e Omosessualità) e l'"Associazione Fiumi d'acqua viva - Evangelici su fede e omosessualità".
La benedizione delle coppie omoaffettive è stata approvata da un ordine del giorno del sinodo della Chiesa il 26 agosto 2010 «laddove la chiesa locale abbia raggiunto un consenso maturo e rispettoso delle diverse posizioni»; l'orientamento è stato confermato nel corso del Sinodo 2011.

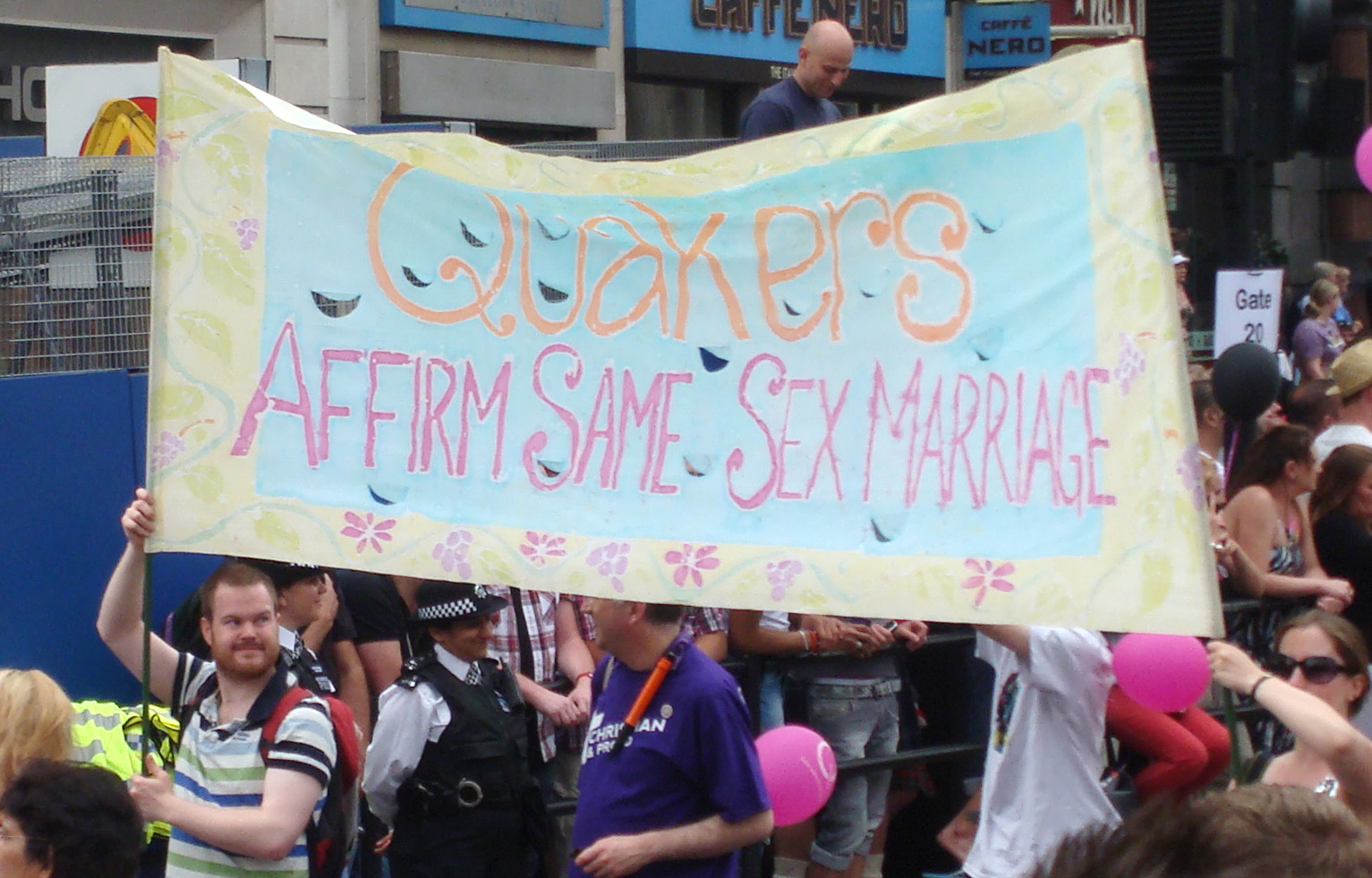
Membri del quaccherismo a sostegno del matrimonio omosessuale al Pride di Londra del 2011

#### Quaccherismo
La "Società Religiosa degli Amici" (quaccherismo) ha pubblicato già nel lontano 1963 un libro intitolato "Verso una visione Quacchera della sessualità", che espone un punto di vista molto liberale e un grande cambiamento di atteggiamento nei confronti delle persone omosessuali. Nel 1987 il comitato esecutivo dei quaccheri britannici ha riconosciuto che non vi sono ragioni essenziali per non celebrare le unioni tra persone dello stesso sesso. L'assemblea annuale britannica dei quaccheri accetta formalmente il matrimonio tra persone dello stesso sesso a partire dal 2009 e ha dato mandato di far ottenere dal governo i cambiamenti legali necessari.

#### Testimoni di Geova

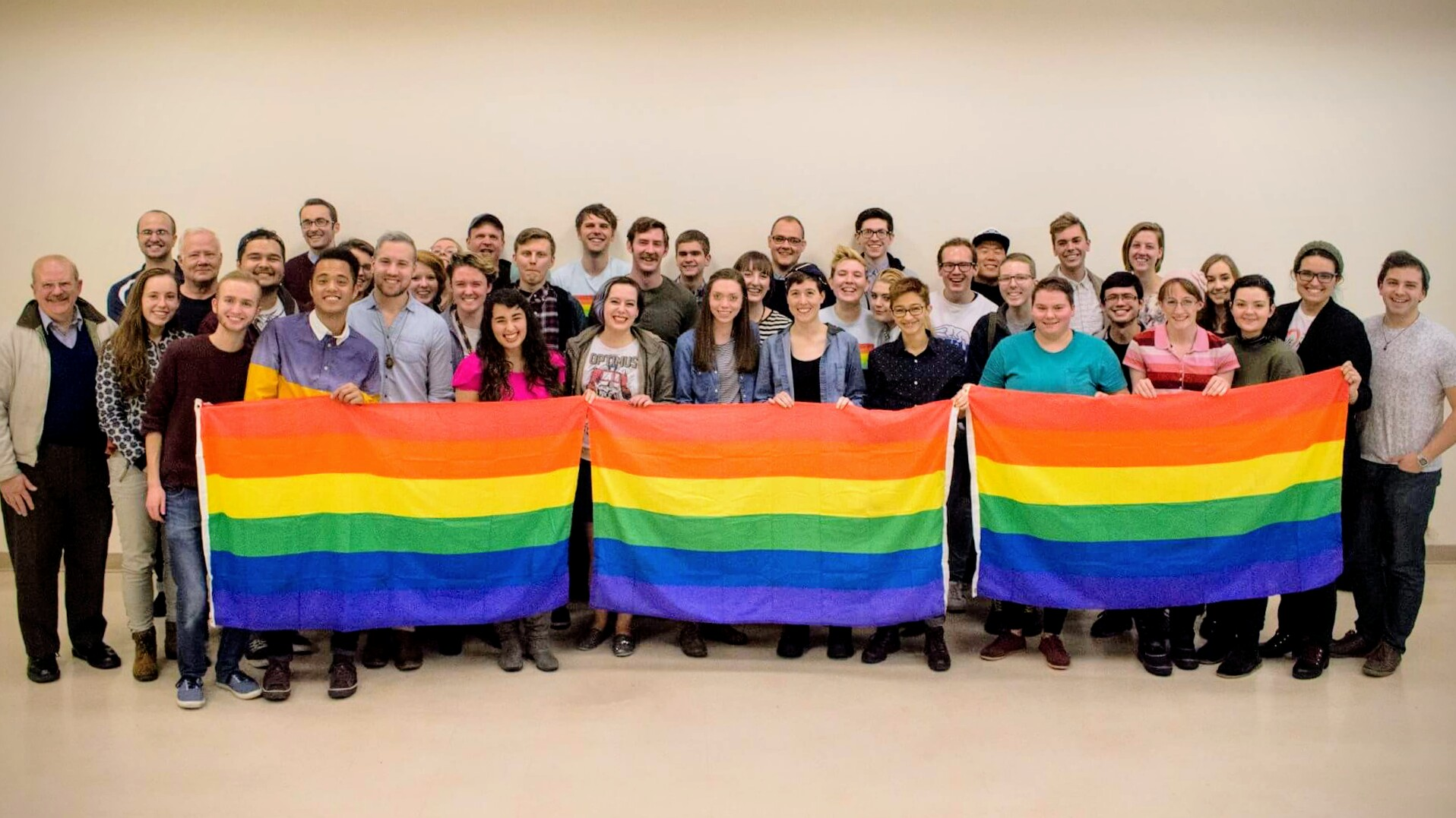
Membri LGBT dell'USGA (Understanding Same-Gender Attraction), associazione della Brigham Young University in dialogo con la Chiesa di Gesù Cristo dei santi degli ultimi giorni

#### Mormonismo
La Chiesa di Gesù Cristo dei santi degli ultimi giorni affiliata al mormonismo ritiene che la sessualità praticata al di fuori dal matrimonio sia un peccato e che il comportamento omosessuale debba essere condannato. Il matrimonio eterosessuale è visto come la più alta forma di relazione esistente all'interno della comunità di credenti. Si crede inoltre che gli omosessuali abbiano la capacità di superare la propria omosessualità attraverso forti pratiche di fede e pentimento per le loro azioni e pensieri peccaminosi.
La "Chiesa di Gesù Cristo dei Santi degli Ultimi Giorni" (LDS) insegna che nessuno dovrebbe suscitare sentimenti sessuali al di fuori del matrimonio, compresi quelli verso i membri dello stesso sesso. La chiesa LDS riconosce che i sentimenti nati dall'attrazione nei confronti delle persone dello stesso sesso non possono cambiare o essere superati in questa vita terrestre e si aspettano che tutti i membri sposati, gay o etero, si astengano da qualsiasi relazione sessuale al di fuori del matrimonio eterosessuale.
La Chiesa sostiene inoltre che i sentimenti e le inclinazioni verso lo stesso sesso (cioè i sentimenti omosessuali o le "tentazioni") non sono intrinsecamente peccaminosi, ma l'impegnarsi nei comportamenti omosessuali è in conflitto con il "principio dottrinale basato sulla sacra scrittura ... che il matrimonio tra un uomo e una donna è essenziale per il piano del Creatore e per il destino eterno dei suoi figli".
Coloro che sperimentano l'attrazione verso persone dello stesso sesso devono continuamente esercitare l'autocontrollo e la fiducia nell'espiazione dei peccati promessa da Gesù Cristo, per astenersi dall'agire a favore di tali sentimenti e simpatie. La Chiesa si oppone fortemente al matrimonio omosessuale e insegna che il matrimonio deve essere solo tra un uomo e una donna e che questo è essenziale per il piano eterno di Dio.
Per ulteriori informazioni su questo argomento si può vedere il sito web della Chiesa intitolato "Love One Another: A Discussion on Same-Sex Attraction" (Amare un altro: una discussione sull'attrazione verso persone dello stesso sesso". Questo sito si sforza di affrontare, attraverso interviste e video da parte dei dirigenti e dei membri della Chiesa, la questione dell'attrazione omosessuale e si riferisce agli individui e ai membri della comunità interessata.

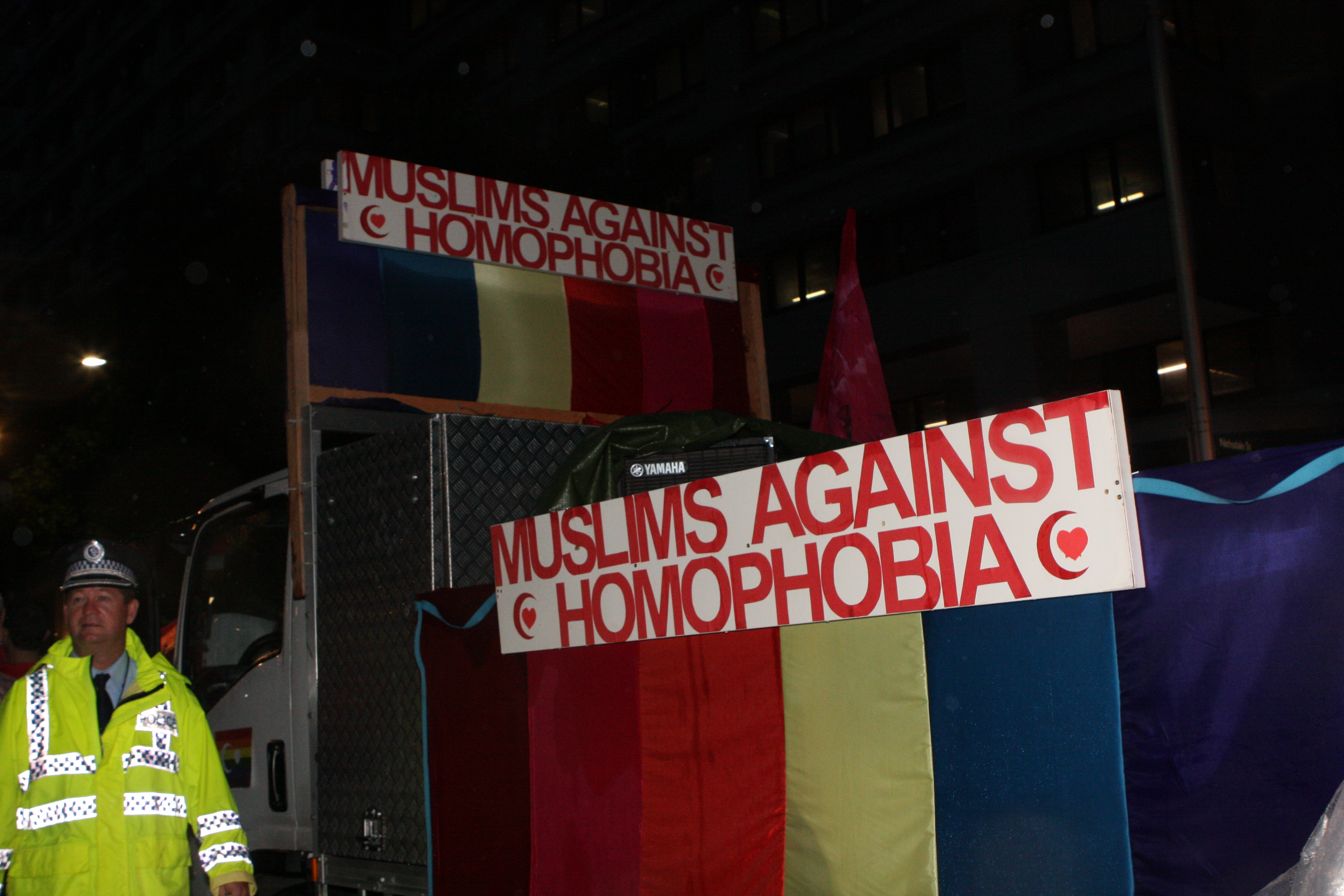
"Musulmani contro l'omofobia" al Pride di Sydney del 2012

### Islam
(- Corano, Sūra 26 (165-166).)

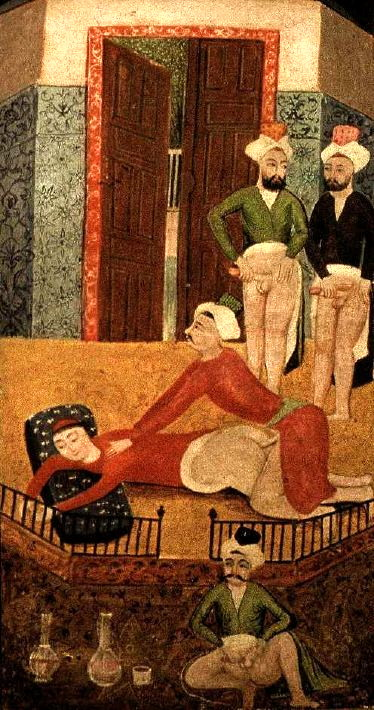
Illustrazione ottocentesca proveniente dall'Impero ottomano che raffigura un atto di sesso anale

Tutte le principali scuole islamiche disapprovano l'omosessualità. L'islam considera i desideri omosessuali come una tentazione innaturale e le relazioni tra persone dello stesso sesso sono valutate come una trasgressione del ruolo di genere e dell'obiettivo naturale dell'attività sessuale. Gli insegnamenti islamici, nella tradizione degli Ḥadīth, pur presumendo l'attrazione omosessuale ne esaltano l'astensione e (nel Corano) ne condannano la consumazione.
Il discorso sull'omosessualità nell'islam riguarda principalmente le attività sessuali tra gli uomini; vi sono tuttavia alcuni Hadith che menzionano il comportamento omosessuale nelle donne. I Faqih concordano sul fatto che "non esiste alcuna sanzione per il lesbismo perché esso non è zina, ma ne deve comunque essere imposta una punizione (tazir) poiché si tratta di un peccato.
Anche se la punizione per il lesbismo viene raramente menzionata nei racconti storici, Ṭabarī registra un esempio di esecuzione informale di due ragazze schiave lesbiche presenti nell'Harem di al-Hadi; questo in una raccolta di aneddoti critici riguardanti le azioni del Califfo nella sua qualità di governatore.

### Fede Bahá'í
La legge Bahá'í limita le relazioni sessuali ammesse a quelle tra un uomo e una donna all'interno del matrimonio. I credenti si aspettano di astenersi dai rapporti sessuali al di fuori del matrimonio. Tuttavia, i Baha'i non tentano di imporre i loro standard morali a coloro che non hanno accettato la rivelazione di Bahá'u'lláh.
Mentre richiede la fermezza in tutte le questioni inerenti alla morale, sia sessuali sia altrimenti, gli insegnamenti Bahá'í tengono conto anche della fragilità umana e invocano tolleranza e comprensione nei confronti dei fallimenti umani. In questo contesto, considerare gli omosessuali in una maniera pregiudiziale sarebbe contrario allo spirito degli insegnamenti Bahá'í.

### Conclusioni sulle religioni monoteiste
Alcuni osservatori fanno notare che le tre religioni principali del monoteismo, così come diverse denominazioni protestanti, così spesso antagoniste, "si trovano fondamentalmente d'accordo su un punto: il loro rifiuto dell'atto omosessuale" e le loro guide spirituali, con rare eccezioni, lavorano insieme per denunciare gli atti omosessuali e opporsi al movimento LGBT.

## Religioni indiane
Tra le religioni che hanno avuto origine nel subcontinente indiano, le religioni indiane, sono compresi l'induismo, il buddhismo, il giainismo e il sikhismo; qui gli insegnamenti relativi all'omosessualità sono meno chiari che tra le tradizioni abramitiche e le autorità religiose possono pronunciare opinioni contrastanti.
Nel 2005 per esempio una figura autorevole del Sikhismo ha condannato il matrimonio omosessuale e la pratica dell'omosessualità; purtuttavia molte persone sikh non si oppongono al matrimonio omosessuale.
Per l'induismo è differente, non avendo esso alcun organo di governo supremo, ma la maggior parte degli Svāmin (insegnanti spirituali) si sono opposti alle relazioni tra persone dello stesso sesso in un sondaggio svoltosi nel 2004, mentre una parte minoritaria le ha sostenute. I testi religiosi più antichi rappresentati dai Veda si riferiscono spesso a persone appartenenti a un "terzo genere" le quali vengono chiamate Hijra e che non sono né femmine né maschi.
Alcuni considerano questo "terzo genere" come un antico parallelo alle moderne identità occidentali di lesbiche, gay, bisessuali, transgender e intersessuali.

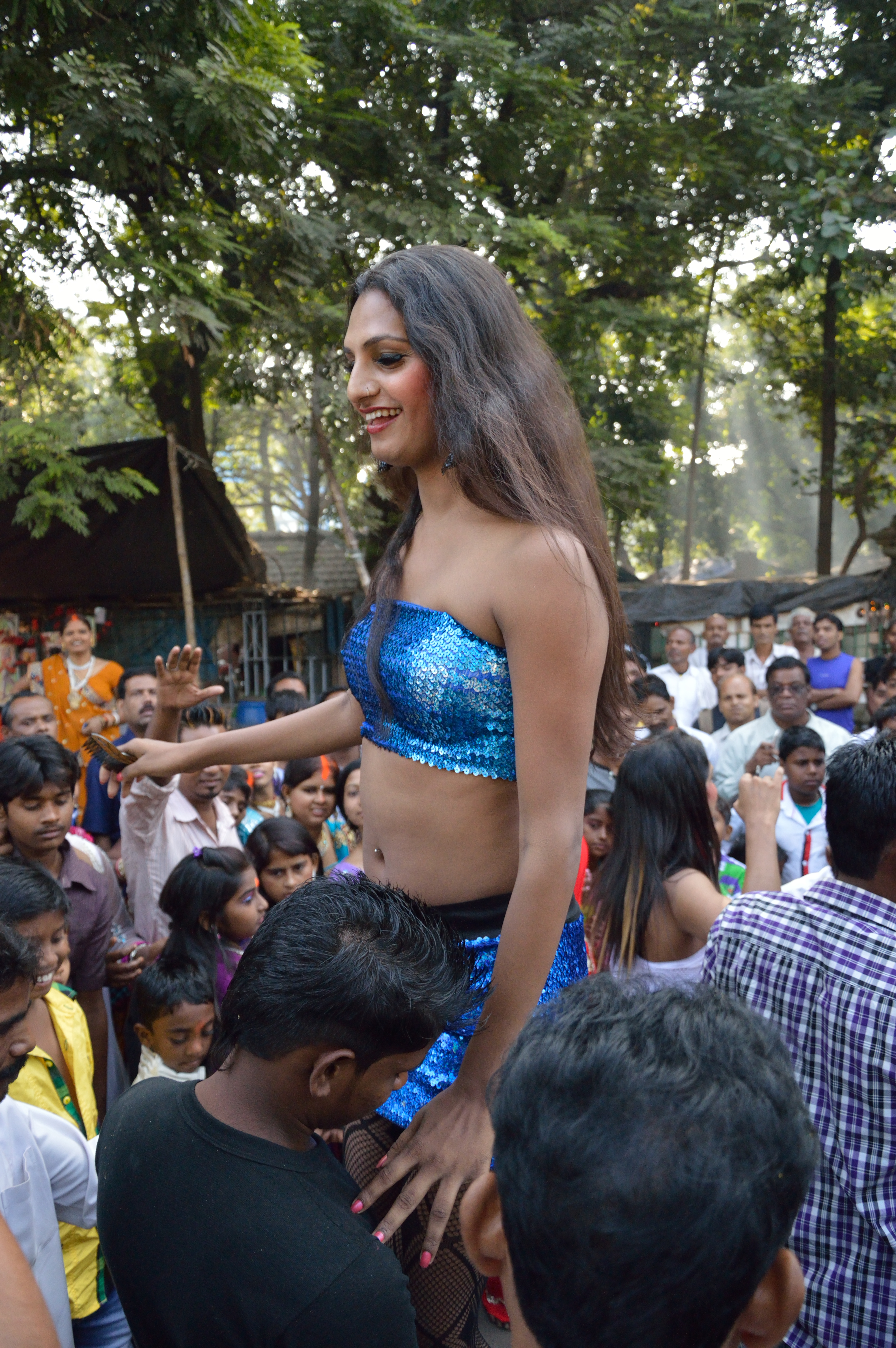
Un Hijra assieme ad alcuni ragazzi durante un festival indù

### Induismo
Le tradizioni popolari tradizionali pre-coloniali dell'India e le varie tradizioni popolari localizzate hanno assunto un atteggiamento molto più sano nel trattare l'educazione sessuale, il che potrebbe sorprendere molte persone... che vorrebbero mappare la cultura indiana con il sistema di valore dominante maschile vittoriano. Diverse divinità e tradizioni popolari sottolineano invece la natura fluida del genere e la mitologia indiana contiene storie che rafforzano questa idea. Quindi, un bambino che cresce non avrà un forte contraccolpo o sensazione di colpa riguardo alla propria sessualità o ad altre tipologie di varianti di genere.
Devi Mahatmya e il Mahābhārata sono solo due esempi. Il festival di Koothandavartemple a Koovagam in Tamil Nadu è un altro esempio della tradizione popolare locale organicamente legata alla cultura pan-indiana nel trattare positivamente la creazione di consapevolezza e la valorizzazione delle varianti di genere. Queste opportunità culturali vanno esaminate per creare spazio sociale democratico per le minoranze di genere. La cultura dell'India è originariamente abbondante di leggende e mitologie dove eroi e eroine hanno scelto diversi generi senza alcun senso di colpa e le loro scelte sono state accettate e rispettate. Ironia della sorte, oggi le nazioni occidentali sono progressiste nella ricerca e nell'educazione delle espressioni di genere e della sessualità mentre l'India, nonostante il suo ricco patrimonio culturale che rispetta e accoglie le variazioni e le scelte di genere, si trova a essere in forte ritardo e persino manca di quella sensibilità. Per tutte queste figure del passato, ora che le abbiamo messe sotto un'unica etichetta "LGBT", c'è molta più confusione e altre identità rimangono nascoste.
All'interno dell'induismo il piacere sessuale non viene percepito come il male in quanto è un dono di Dio; il peccato della carne non esiste come nel cristianesimo e molte sculture sensuali che rimandano all'erotismo sono presenti sulle pareti esterne dei templi a imperitura testimonianza. Tuttavia il piacere carnale viene accettato generalmente solo nella misura in cui lui è eterosessuale e consumato entro il vincolo del matrimonio. Come accadde anche per l'Europa, diverse epoche hanno creato diversi gradi di tolleranza, ma l'induismo (o brahmanesimo) e le sue religioni sorelle (il sikhismo, il giainismo, il buddismo, ecc.) sono state nel corso dei secoli fortemente influenzate per ben cinque secoli dell'islam che ha dominato il subcontinente indiano attraverso i Moghul e dal puritanesimo dei colonizzatori britannici poi nell'impero anglo-indiano. L'induismo ha preso varie posizioni nei confronti dell'omosessualità che vanno dall'affermativo al neutro all'antagonismo. Riferendosi alla natura del Saṃsāra il Ṛgveda Saṃhitā, uno dei quattro testi sacri canonici dell'induismo, afferma: "Vikruti Evam Prakriti" (perversità/diversità è ciò che la natura comprende nel suo tutto e quella cosa che sembra innaturale è anch'essa naturale).
La sessualità viene di rado discussa apertamente nella moderna società indù e le questioni LGBT rimangono in gran parte ancora un argomento tabù, soprattutto per i praticanti più fortemente religiosi. L'esistenza di un "terzo genere" è stato riconosciuto dall'induismo fin dai tempi vedici e diversi testi indù, come Manusmṛti (Leggi di Manu) e Sushruta Samhita affermano che alcune persone nascono con una natura mista di maschile e femminile: esse lavoravano come parrucchieri, venditori di fiori, servi, massaggiatori e infine dedicandosi alla prostituzione. Ancor oggi molte di queste persone appartenenti al "terzo genere" (gli Hijra continuano a vivere in tutta l'India, soprattutto ai margini della società.
Gli omosessuali possono essere considerati dagli ortodossi dell'induismo come "benedetti dagli dei," dal momento che il loro eros è puro: non sono contaminati dalla preoccupazione di tipo sociale o legati ai doveri familiari (quello di Kama è uno dei quattro obiettivi delle creature assieme allo studio, il dovere materiale o virtù e l'uscita dal ciclo della reincarnazione); anzi, l'eros eterosessuale può in certi casi risultare impuro perché può portare ad avere dei figli che non hanno il loro giusto posto nella società, il che è un peccato molto grave che contamina i genitori. Gli omosessuali, prima dell'era islamica in India, non hanno mai sofferto il minimo rimprovero dal brahmano (membro della casta sacerdotale), bensì esattamente il contrario.
Diverse leggi religiose indù contengono inibizioni contro l'attività omosessuale, mentre d'altra parte alcune teorie indù non condannano le relazioni lesbiche; infine certi individui del "terzo genere" sono stati molto considerati. I gruppi indù non sono storicamente unificati per quel che riguarda la questione dell'omosessualità, avendo ciascuno di essi una visione dottrinale distinta.
Il Kāma Sūtra (Sutra del dio Kama), un manuale sessuale indiano scritto secondo alcuni filologi attorno al 150 a.C., contiene brani che descrivono eunuchi o maschi del "terzo genere" impegnati nel sesso orale sugli uomini senza alcun tabù di sorta. Allo stesso modo alcuni Mandir (templi) e manufatti indù medioevali descrivono apertamente sia l'omosessualità maschile sia il lesbismo al loro interno nelle sculture, come nelle mura del complesso templare situato a Khajuraho. Alcuni deducono da queste immagini che almeno parte della società indù e della sua religione siano state in un'epoca precedente più aperte alle variazioni della sessualità umana di quanto non lo siano nel presente.
In alcune sette indù, in particolare tra gli Hijra, molte divinità posseggono un'identità da androgino. Vi sono divinità indù che sono intersessuali (sia maschile sia femminile); che si manifestano in tutti e tre i generi sessuali; che passano da maschio a femmina o da femmina a maschio; divinità maschili con stati d'animo e sentimenti femminili e divinità femminili con stati d'animo e sentimenti maschili; divinità nate da due maschi o due femmine: divinità nate da un singolo maschio o da una singola femmina; divinità che evitano il sesso opposto; divinità con i principali compagni appartenenti allo stesso sesso e così via.
Nonostante ciò questo non viene ben accettato dalla maggior parte degli indù e spesso viene considerato come un'eresia della Natura; coloro che l'accettano lo giustificano con la convinzione che sia Dio sia la Natura sono illimitatamente differenziati e che divino è assai difficile da comprendere appieno.
Molti sacerdoti indù hanno celebrato matrimoni omosessuali, sostenendo che l'amore è il risultato dell'attaccamento prodottosi in nascite precedenti e che pertanto il matrimonio, nella sua qualità di unione di spirito, è trascendente rispetto al sesso di nascita. Si è spesso anche considerato il fatto che l'induismo non condanni apertamente l'omosessualità.

### Buddhismo
La formulazione più comune dell'etica buddhista è costituita dai Cinque precetti e dal Nobile Ottuplice Sentiero, che dichiara non si dovrebbe provare attaccamento né desiderio sessuale. Il terzo dei cinque precetti prescrive pertanto di "astenersi dal commettere una cattiva condotta sessuale"; tuttavia tale "cattiva condotta sessuale" è un termine molto ampio che viene sottoposto a interpretazioni in relazione alle norme sociali dei seguaci. La considerazione del fatto che le relazioni omosessuali siano o meno appropriate per un laico non è considerata essere materia religiosa da molti buddhisti.
Secondo quanto ne dicono il Canone pāli e gli Āgama (le più antiche tra le scritture buddhiste) non si può affermare con sicurezza che le relazioni omosessuali abbiano a che vedere con la "cattiva condotta sessuale" e alcuni monaci appartenenti al buddhismo theravada arrivano a esprimere l'opinione che le relazioni tra persone dello stesso sesso non violino la regola che impone di evitare la "cattiva condotta sessuale", ma che il precetto significa il non avere rapporti sessuali con minori (ancora protetti cioè da un tutore o da un genitore), con qualcuno già fidanzato o sposato o con persone che abbiano già preso il voto di celibato religioso.
Alcune tradizioni successive hanno cominciato gradualmente ad aggiungere nuovi restrizioni concernenti la "cattiva condotta", come la sessualità non vaginale, anche quando le sue situazioni sembrano coinvolgere la sessualità eterosessuale, o la coercizione sessuale; questa "sessualità non vaginale" come visione di cattiva condotta sessuale non si basa su ciò che ha detto Gautama Buddha, bensì su alcuni testi più tardi di Abhidharma.
Il buddhismo viene spesso caratterizzato per essere diffidente nei confronti del godimento sessuale e della sessualità in genere. Tradizionalmente il comportamento sessuale viene visto come un ostacolo al progresso spirituale; questo nella maggior parte delle scuole buddhiste. In quanto Bikkhu il monaco buddhista si aspetta di astenersi da ogni attività sessuale e il Vinaya, il primo libro del canone buddhista (Tripitaka), vieta in modo specifico il rapporto sessuale, quindi allarga ulteriormente il divieto a ogni tipo di rapporto (sia esso vaginale o anale) e la cui infrazione provoca l'esclusione permanente dal Sangha (comunità). Una notevole eccezione nella storia del buddhismo si è verificata in Giappone durante il periodo Edo (vedi buddhismo giapponese), quando venne celebrata l'omosessualità maschile o, più specificamente, l'amore tra un giovane novizio e un monaco più anziano.
I riferimenti a Pandaka, una categoria di eunuco o affetto da impotenza, che talvolta viene interpretato includendovi il maschio omosessuale, si possono trovare in tutto il Canone pali e in altre scritture in sanscrito. Nella versione cinese del Sarvāstivāda Vinaya il pandaka cerca di intrattenere relazioni sessuali non solo con gli uomini, ma anche con le donne.
Il professor Leonard Zwilling si riferisce ampiamente alla Samantapasadika di Buddhaghosa, dove sono descritti pandaka ricolmi di passioni inquinate e di insaziabile lussuria, interamente dominati dalla loro libido. Alcuni dei testi di Abhidharma affermano che un pandaka non può raggiungere la Bodhi (illuminazione spirituale) nel corso della propria esistenza terrena, ma deve attendere, mentre Asaṅga e Vasubandhu hanno discusso sul fatto se un pandaka possa essere in grado di raggiungere lo stato di illuminato o meno. Secondo un racconto scritto il cugino nonché discepolo del Buddha Ānanda in una delle sue molte vite precedenti era stato un pandaka. Alcuni maestri più tardi e i testi buddhisti classici impediscono anche il solo contatto tra i monaci o i Bodhisattva e i pandaka e le donne in genere, venendo a classificare la sessualità non vaginale come comportamento sessuale di cattiva condotta, anche per i seguaci laici.
Il terzo dei cinque precetti buddhisti afferma che ci si deve astenere da una cattiva condotta sessuale; questo precetto è stato talvolta interpretato come includente l'omosessualità. Il XIV Dalai Lama del buddhismo tibetano, Tenzin Gyatso, interpreta la cattiva condotta sessuale includendovi anche la sessualità lesbica e gay, assieme a qualsiasi tipo di sessualità differente dal rapporto pene-vagina (compreso quindi anche il sesso orale, il sesso anale e la masturbazione o altre attività sessuali manipolatorie (vedi sesso non penetrativo). L'unico tipo di sessualità accettabile risulta quella effettuata per il suo scopo di procreazione.
Quando venne intervistato da un canale televisivo canadese, CBC News: Sunday, da Evan Solomon sul fatto se l'omosessualità fosse accettabile o meno per il buddhismo il Dalai Lama rispose che si trattava di "cattiva condotta sessuale"; questa è stata un'eco a una risposta precedente in un'intervista concessa nel 2004 per The Vancouver Sun, quando gli venne chiesto della presenza dell'omosessualità nel buddhismo rispose che per un buddhista tibetano l'omosessualità costituisce una "cattiva condotta sessuale". Lo stesso Dalai Lama, tuttavia, sostiene i diritti umani per tutti "a prescindere dall'orientamento sessuale".
In Thailandia per esempio vigono alcuni pregiudizi che propongono l'omosessualità nascere come una conseguenza del Karma in coloro che hanno violato i precetti buddhisti contro la cattiva condotta eterosessuale. Questa interpretazione karmica descrive l'omosessualità come una condizione congenita che non può essere alterata, almeno non nella vita corrente di una persona omosessuale, venendo collegata al richiamo alla compassione e comprensione da parte della popolazione eterosessuale. Purtuttavia vari leader buddhisti thailandesi hanno anche condannato l'omosessualità, con alcuni monaci accusati di atti omosessuali che sono stati cacciati e bandendo i Kathoey dall'ordinazione.

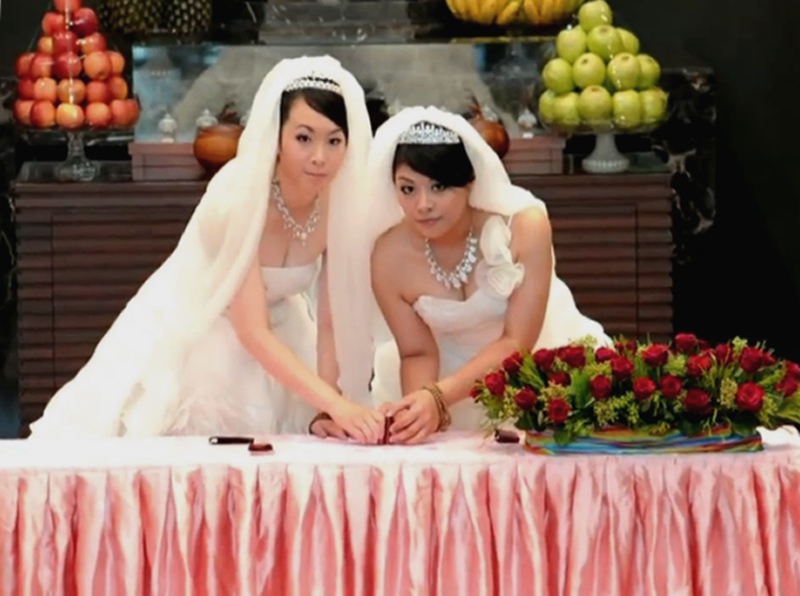
Matrimonio lesbico buddhista a Taiwan (vedi Diritti LGBT a Taiwan)

Secondo un articolo della BBC del 27 aprile 2009 il monaco anziano Phra Maha Wudhijaya Vajiramedh risultava essere molto preoccupato per il comportamento appariscente e vistoso utilizzato dai novizi gay e transgender, come l'indossare make up, vestiti stretti e rivelatori, portando con sé borsette rosa e avendo sopracciglia da effeminato. Phra Vajiramedh ha riconosciuto che era difficoltoso escluderli dal Sangha, così ha introdotto il "programma thailandese buddhista delle buone maniere"; il buddhismo in Thailandia è stato il primo a farlo (vedi Diritti LGBT in Thailandia).
Una leggenda popolare giapponese attribuisce l'introduzione dell'omosessualità monastica in Giappone a Kūkai, il fondatore del buddhismo Shingon (che si rifà al Tantra), anche se gli studiosi maggiormente accreditati respingono la veridicità di quest'affermazione, sottolineandone invece la sua rigorosa adesione al Vinaya. Tuttavia la leggenda ha servito per "affermare le relazioni di pederastia (tra uomini e ragazzi) nel Giappone del XVII secolo. Uno dei maggiori studiosi buddhisti giapponesi dell'epoca, Kitamura Kigin, sostenne che fosse presente una tendenza nei monasteri buddhisti a evitare l'eterosessualità e a incoraggiare altresì l'omosessualità.
Anche se il buddhismo Mahāyāna contiene alcuni testi contrari all'omosessualità (oltre ai testi menzionati di Abhidharma anche alcuni apocrifi post-canonici) la maggior parte dei suoi insegnamenti afferma che tutti gli esseri che esercitano correttamente il Dharma possono giungere allo stato illuminato, in quanto tutti possiedono una natura innata di Buddha; l'illuminazione è realizzabile anche in una sola vita.
La capacità intrinseca del buddhismo di auto-riformarsi e la sua grande varietà di credenze e scuole distinte offrono molteplici correnti liberali al suo interno, che giungono ad accettare tutti gli orientamenti sessuali. Questo tipo di buddhismo riformista è quello predominante in Occidente e in alcune città cosmopolite orientali.

### Sikhismo
Il Sikhismo non ha una visione scritta sulla questione, ma nel 2005 una delle autorità religiose sikh ha descritto l'omosessualità come "contraria alla religione e al codice di condotta sikh e totalmente contro le leggi della natura", invitando i sikh a sostenere le legislazioni contrarie al matrimonio tra persone dello stesso sesso. D'altra parte molti sikh sono contrari a questa visione e affermano che le Scritture Sacre promuovono l'uguaglianza e non condannano l'omosessualità.
Il matrimonio nel sikhismo (Anand Karaj) è inteso come un'unione di anime; l'anima nel sikhismo è considerata come senno e intelletto, pertanto l'aspetto esteriore degli esseri umani (siano essi maschi o femmine) rappresenta solamente uno stato temporaneo. I difensori del matrimonio omosessuale si riferiscono specificatamente a questo fatto.

#### Nella Scrittura sikh
Il libro sacro dei sikh, il Guru Granth Sahib rappresenta la più alta autorità del sikhismo ed è inteso come l'undicesimo ed eterno guru del sikhismo. Esso serva come una guida data ai sikh su come vivere la propria vita positivamente e descrive quali comportamenti ci si aspetti in generale da tutti i sikh; il testo è apparentemente silenzioso sul tema dell'omosessualità. Purtuttavia la vita coniugale è incoraggiata di volta in volta nel testo. Ogni qual volta venga menzionato il matrimonio, si tratta sempre di un uomo e di una donna.
Alcuni sikh credono che questo libro sia la guida completa per l'intera esistenza e se il matrimonio tra due persone dello stesso sesso non è menzionato, significa che non è quindi giusto. Il contrario rispetto a questo punto di vista è che l'uomo e la donna sono solo menzionati in questo modo per dare luce al rapporto dell'anima e alla sua forza come "Unità". Questo fatto nega il genere e il sesso come questioni inerenti. Quindi il sikhismo è maggiormente preoccupato per il raggiungimento dell'illuminazione piuttosto che ai desideri abituali come la sessualità. Il più vero e autentico amore può essere raggiunto tramite il Guru e nessun uomo parla in rappresentanza del Guru che compilò per primo il testo sacro, Guru Arjan; come conseguenza esso rimane aperto all'interpretazione così come anche alla falsa interpretazione.
Ci sono cinque vizi (desideri abituali) delineati nel Guru Granth Sahib, che si dovrebbe cercare di controllare; uno di questi vizi è la lussuria e alcuni sikh credono che i pensieri e il comportamento omosessuali siano solo delle manifestazioni di lussuria. Tuttavia i sikh che maggiormente accettano l'omosessualità affermano che questo è ugualmente applicabile agli eterosessuali; questi stessi sikh ritengono che l'accento posto dal fondatore Guru Nanak Dev sulla parità universale e sulla fratellanza sia fondamentalmente a sostegno dei diritti umani per gli omosessuali.
Le visioni sull'omosessualità tendono a non essere una delle preoccupazioni primarie negli insegnamenti sikh, in quanto l'obiettivo universale di un sikh è quello di non provare odio o animosità nei confronti di nessuno indipendentemente dall'etnia, dalla casta di appartenenza, dal colore della pelle, dal credo professato, dall'identità di genere e dall'orientamento sessuale.
Il silenzio dei maggiori Guru sull'argomento dell'omosessualità ha condotto a una storia di ambivalenza sul tema.

### Zoroastrismo
"L'uomo che si trova con l'uomo come uomo si trova con la donna, o come donna si trova con l'umanità, è un uomo corrispondente a un demone Daēva; quest'uomo è un adoratore dei Daēva, un drudo (amante) maschio dei Daēva" - Vendidad.
Il Vendidad, uno dei più tardi testi dello zoroastrismo e composto in lingua avestica, non è mai stato datato con precisione. Si pensa che alcuni dei suoi concetti legislativi, di impurità, di dualismo e di salvezza siano stati condivisi tra le religioni attraverso le loro successive interazioni; fatti questi documentati da eventi come il rilascio degli ebrei dal loro esilio babilonese da parte dello zoroastriano Ciro il Grande nell'anno 537 a.C., oltre che nel racconto biblico dei re Magi che visitano il bambino Gesù.
Il Vendidad promuove generalmente la procreazione: "L'uomo che ha una moglie è ben al di sopra di colui che vive in stato di continenza, chi mantiene una casa è ben al di sopra di colui che non ce l'ha, colui che ha figli è ben al di sopra dell'uomo senza figli, chi ha ricchezze è ben al di sopra di colui che non ha nulla".
La penitenza che si determina per un adoratore di Ahura Mazdā che sottometta qualcuno alla sodomia con la forza deve subire Peshotanu (punizione) tramite fustigazione (pari alla rottura di un contratto dal valore di un bue), mentre si dichiara che per coloro che vi partecipano volontariamente: "Per quell'azione non vi è nulla che si possa pagare, niente che si possa espiare, niente che possa pulirlo; è una colpa per cui non è più possibile alcuna espiazione". Tuttavia per coloro che non praticano la religione zoroastriana, vengono perdonati per le azioni commesse in passato al momento della conversione.
Tuttavia molti zoroastriani definiti come "riformisti" escludono l'insegnamento del Vendidad in quanto sarebbe una corruzione del messaggio originale di Zoroastro, affermando che le regole non sono conformi a "buone parole, buoni pensieri e buoni atti" e che quindi non possono avere alcun significato spirituale. Pertanto molti di questi zoroastriani riformisti accettano apertamente appoggiano il movimento LGBT e il matrimonio tra persone dello stesso sesso.

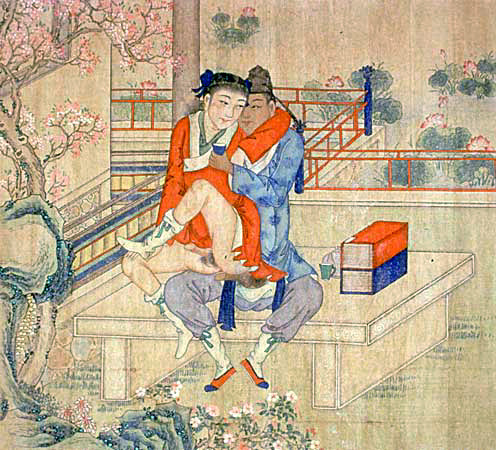
Giovani uomini cinesi che, sorseggiando il tè, hanno un rapporto sessuale. Pannello individuale che si sofferma su temi omosessuali (vernice su seta) risalente alla dinastia Qing. Conservato all'istituto Kinsey.

## Religioni dell'Estremo Oriente
Tra le religioni taoiche dell'Asia orientale, come il taoismo, l'espressione omosessuale appassionata viene scoraggiata in genere in quanto non si crede che possa portare alla più completa e compiuta realizzazione umana.

### Confucianesimo
Il confucianesimo, essendo principalmente una filosofia sociale e politica, si concentra molto poco sulla sessualità, sia essa omosessuale o eterosessuale. Tuttavia la costruzione ideologica confuciana ha messo in evidenza la stretta amicizia maschile, che ha portato Louis Crompton a sostenere che la "vicinanza e lo stretto legame intercorrente tra maestro e discepolo può aver sottilmente favorito e facilitato il diffondersi dell'omosessualità".
L'omosessualità non è minimamente menzionata nei Dialoghi del maestro Confucio. "Mordere la buccia amara", un eufemismo utilizzato per indicare le relazioni omosessuali e generalmente inteso come sesso anale, è menzionato come un atto praticato da diversi individui nello Shujing (Classico della storia) così come negli Annali delle primavere e degli autunni appartenente ai "Quattro libri e Cinque Classici".

### Taoismo
Non esiste una posizione ufficiale sull'omosessualità nel taoismo, in quanto il termine stesso "taoismo" è usato per descrivere una serie di tradizioni religiose disparate.
In modo del tutto simile a quanto fatto dal buddhismo, le scuole taoiste hanno cercato lungo tutto il corso della loro storia di definire quali sarebbero stati i comportamenti sessuali costituenti una "cattiva condotta". Il precetto contro la cattiva condotta sessuale è l'intera sessualità praticata al di fuori dello stato matrimoniale.
I coniugi sposati (婦婦) di solito suggeriscono in cinese l'unione dei maschi con le femmine, sebbene la stessa scrittura non dice nulla esplicitamente contro le relazioni tra persone dello stesso sesso. Molti tipi di precetti che vengono menzionati nel Yunji Qiqian (雲 笈 七 籤), il testo canonico taoista, non affermano alcunché in maniera esplicita contro le relazioni omosessuali.
L'omosessualità non è sconosciuta nella storia taoista, come durante la dinastia Tang, quando le monache taoiste si scambiavano l'un l'altra poesie d'amore. Gli atteggiamenti circa l'omosessualità all'interno del taoismo spesso riflettono i valori e le norme sessuali della società cinese più ampia.

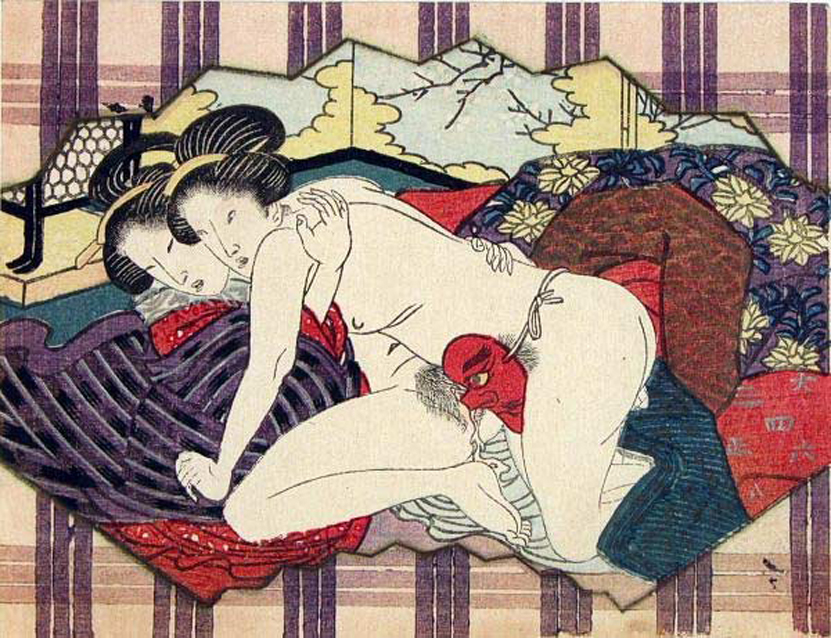
Sessualità lesbica ritratta in uno Shunga risalente al periodo Edo

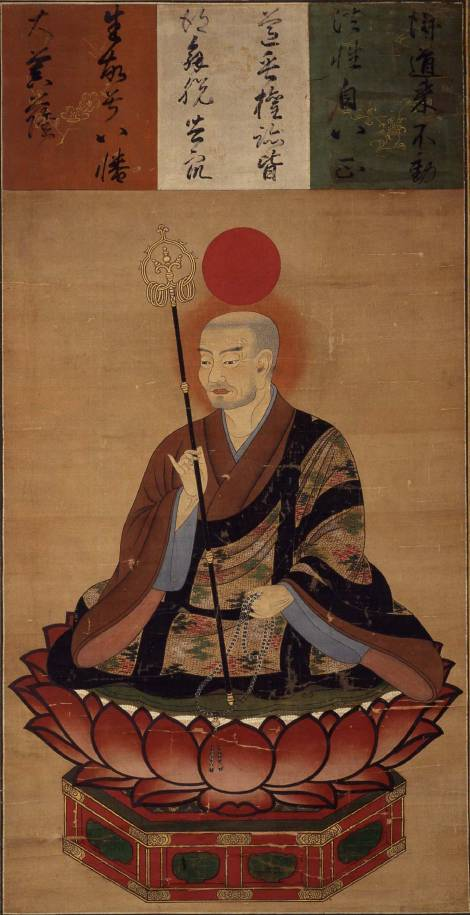
Un rotolo raffigurante il Kami Hachiman (protettore dei Samurai) vestito da monaco buddista

### Shintoismo
Lo shintoismo non è mai stato in opposizione all'omosessualità. I contemporanei del periodo Edo erano liberi di rappresentare il Kami (dèi giapponesi) in atti sessuali comportanti la sodomia così come in tutte le altre forme. Durante lo shogunato Tokugawa molte divinità shintoiste, soprattutto Hachiman, Myoshin, Shinmei e Tenjin, sono state considerate come le divinità custodi di Nanshoku (l'amore tra uomini, vedi Nanshoku ōkagami).
Lo scrittore del tempo Ihara Saikaku ebbe ad affermare che dal momento che non ci furono donne nel corso delle prime tre generazioni della genealogia degli dei descritti nel Nihongi, gli dei dovevano necessariamente aver avuto relazioni omosessuali; questo evento venne considerato da Saikaku la vera origine di nanshoku.
È pur vero che l'omosessualità giapponese è un comportamento individuale che deve essere tanto permesso quanto protetto, ma non dovrebbe intervenire nel dibattito sulle questioni pubbliche. Non v'è alcuna discussione in Giappone né sull'omofobia né sull'unione omosessuale. I matrimoni possono essere disposti per la facciata pubblica, per preservare l'immagine della famiglia. Lo Shinto è certamente conservatore ma mantiene uno sguardo sereno e molto discreto nei confronti dell'omosessualità.

## Religioni neopagane

### Wicca
Nella Wicca l'Incarico della Dea, uno dei testi più famosi del neopaganesimo, afferma tramite le parole della Dea stessa che "tutti gli atti d'amore e di piacere sono miei rituali". Nelle forme tradizionali wiccane come la Wicca gardneriana e la Wicca alexandriana spesso viene eseguita la magia sessuale tra un uomo e una donna; il Grande Rito è un rituale sessuale eseguito tra un sacerdote e la sacerdotessa i quali rappresentano rispettivamente il dio e la dea.
Questo non è generalmente inteso come un'esclusione degli omosessuali o delle coppie dello stesso sesso dalla magia sessuale. D'altra parte la maggioranza dei gruppi tuttavia insiste sul fatto che l'iniziazione venga conferita dall'uomo alla donna o viceversa. Ogni atto sessuale rituale, reale o simbolico, può avvenire solamente tra due adulti autorizzati, normalmente una coppia che è già amante

### Satanismo
Il Satanismo, nella tradizione teistica del Satanismo di LaVey, è aperto a tutte le forme di espressione sessuale e pertanto non preclude l'omosessualità. La Chiesa di Satana ha sempre accettato i gay, le lesbiche e i bisessuali fin dalla sua fondazione nel 1966. La Chiesa sostiene inoltre anche la legalizzazione dei matrimoni omosessuali.

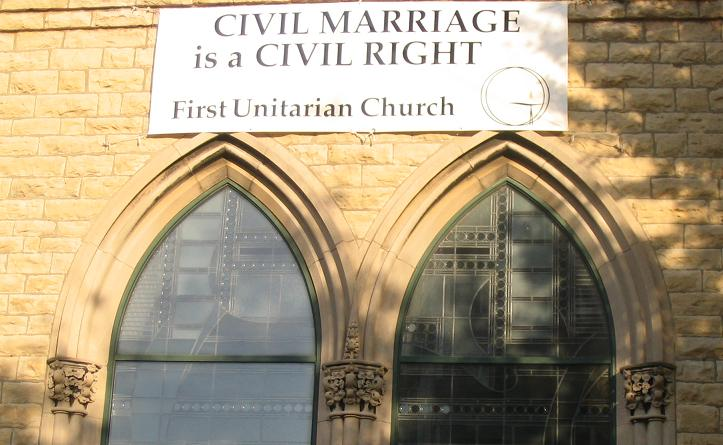
Alcune chiese, come l'Unitarian Universalist Association difendono i diritti LGBT nel mondo (il cartello dice: Il matrimonio civile è un diritto civile)

### Unitariani Universalisti
Il primo ministro sacerdotale ordinato da una tra le sette maggiori negli Stati Uniti d'America o in Canada ad aver fatto coming out come gay è stato il ministro degli Unitariani Universalisti (UU) James Stoll nel lontano 1969. Vi sono state risoluzioni degli UU che sostengono le persone a prescindere dall'orientamento sessuale sin dal 1970. L'Universalismo unitariano è stata la prima confessione ad accettare persone apertamente transgender come membri ufficiali ed eleggibili allo stato sacerdotale. Nel 1988 la prima persona transgender fu ordinata dalla Unitarian Universalist Association.
L'associazione universalista unitaria sostiene la libertà di sposarsi per le persone LGBT e confronta la resistenza a essa come alla resistenza nei confronti dell'abolizionismo, e del suffragio femminile e l'associa alle leggi contro la mescolanza razziale. Molte congregazioni hanno intrapreso una serie di azioni organizzate, procedurali e pratiche per essere riconosciute come "Welcoming Congregation" (Congregazioni di benvenuto): questa è una congregazione che ha adottato misure specifiche per accogliere e integrare membri gay, lesbiche, bisessuali e transgender.
I ministri UU eseguono unioni tra coppie dello stesso sesso quando ancora gli stessi rapporti sessuali omosessuali non erano legali (vedi leggi sulla sodomia negli Stati Uniti d'America), come una forma di protesta e disobbedienza civile. Il 29 giugno 1984 gli Universalisti Unitari sono diventati la prima grande Chiesa ad approvare le benedizioni religiose alle coppie omosessuali. Gli UU sono stati anche all'avanguardia nel lavoro per far rendere legali i matrimoni omosessuali nei propri Stati e province locali, nonché a livello nazionale.
Uomini gay e lesbiche sono ordinati regolarmente come ministri e un certo numero di loro si sono essi stessi legalmente sposati con i propri partner. Nel maggio del 2004 la Arlington Street Church sita a New York è stata la sede della prima celebrazione matrimoniale tra persone dello stesso sesso, dopo che questa possibilità è stata sancita a New York. La posizione ufficiale UU è per la legalizzazione generalizzata del matrimonio omosessuale, avendo come slogan "Stare dalla parte dell'amore".
Nel 2004 il ministro unitariano reverendo Debra Haffner del "The Religious Institute on Sexual Morality, Justice, and Healing" (Istituto religioso sulla moralità sessuale, la giustizia e la salute) ha pubblicato una lettera aperta i leader religiosi di tutto il mondo a favore della parità matrimoniale per affermarla da una prospettiva multireligiosa.

### Umanesimo secolare
L'umanesimo è una visione della vita che sostiene la piena uguaglianza per gli individui LGBTQ, compreso anche il diritto di potersi sposare. "Humanism and Its Aspirations" (L'umanesimo e le sue aspirazioni), una dichiarazione dei principi umanistici dell'American Humanist Association (Associazione Umanistica Americana), afferma che "gli umanisti sono preoccupati per il benessere di tutti, si impegnano per la diversità e rispettano quelli che hanno opinioni diverse ma umane... lavorano per sostenere la parità e il godimento dei diritti umani e delle libertà civili in una società aperta e secolare e mantenerlo è un dovere civico che fa parte della partecipazione al processo democratico e di un dovere planetario volto a proteggere l'integrità, la diversità e la bellezza della natura in modo sicuro e sostenibile".
L'Associazione Umanistica Americana fornisce un premio intitolato "LGBT Humanist Pride" e ha finanziato la promozione all'inclusività per le persone LGBT alla "County Agricultural High School" della Contea di Itawamba nel Mississippi.
L'Associazione Umanista Gay e Lesbiche del Regno Unito ("LGBT Humanists UK") promuove "una consapevolezza e una comprensione della prospettiva etica dell'umanista, portando l'attenzione dei cittadini sull'acquisizione dei diritti delle lesbiche e dei gay e svolgendo una parte piena nella campagna per l'uguaglianza lesbica e gay" e nel 2009 hanno consegnato a Stephen Fry un premio "per i suoi servizi resi all'umanesimo e ai diritti dei gay". Gli "umanisti LGBT di Galha" "è un'associazione non-profit con sede nel Regno Unito che promuove l'uguaglianza e i diritti umani per lesbiche, gay, bisessuali e transgender (LGBT) e promuove l'umanesimo come una visione mondiale etica".

## Altre forme religiose

### Vudù
Il vudù haitiano è rimasto aperto alle persone di tutti gli orientamenti sessuali; è inoltre una conoscenza comune di Haiti il fatto che un numero significativo di vudù haitiani siano gay. Molte persone LGBT dell'isola ritengono che sia più facile aprire la propria sessualità e l'espressione di genere all'interno della cultura vudù, di fronte all'aperta ostilità presente all'interno della società haitiana.
Baron Samedi è il capo dei Guédé e dei Baroni ed è raffigurato come un dandy bisessuale o occasionalmente transgender, indossando un cilindro e un redingote con la gonna e le scarpe di una donna. Samedi ha una tendenza verso i "movimenti lascivi" che attraversano i confini di genere e che implicano anche un desiderio di sesso anale.

### Spiritismo
Lo spiritismo ritiene che lo spirito umano non abbia sesso e che lo stesso spirito in diverse reincarnazioni possa anche abitare il corpo di un uomo o di una donna in grado di provare attrazione e amore omosessuale. Non v'è alcuna posizione ufficiale sull'omosessualità. Alcuni studiosi, come José B. de Campos, predicano che la questione più importante per quanto riguarda l'omosessualità è la promiscuità omosessuale consigliando di prendere con sé un partner solido e costruirvi assieme una famiglia.
Il consulente e medium Divaldo Pereira Franco è posizionato sulla stessa idea e sottolinea che omosessuali così come eterosessuali saranno giudicati a partire dalla loro condotta morale indipendentemente dall'orientamento sessuale.

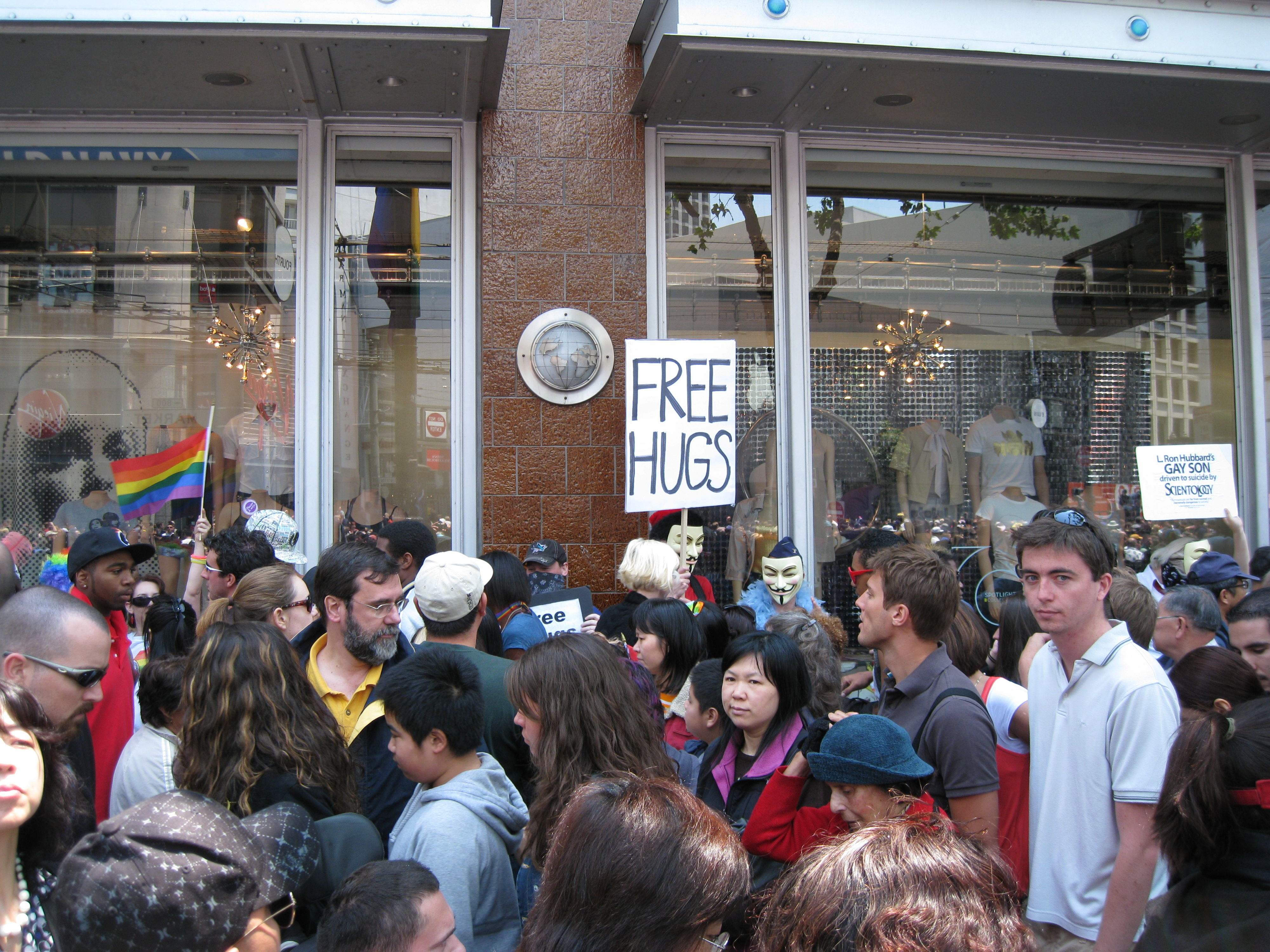
Una manifestazione indetta da Anonymous contro la posizione omofofa assunta da Scientology

### Scientology
Nelle prime scritture di Scientology, elaborate da L. Ron Hubbard, si inquadrano i comportamenti perversi in ambito sessuale come malattie che hanno un'origine mentale, ma che sono tuttavia organiche. "Il pervertito sessuale (e con questo termine, per essere brevi, Dianetics comprende tutte le forme di deviazione della Dinamica Due, quali l'omosessualità, il lesbismo, il sadismo sessuale e così via, fino a comprendere l'intero catalogo di Ellis e Krafft-Ebing) è in effetti molto malato fisicamente".

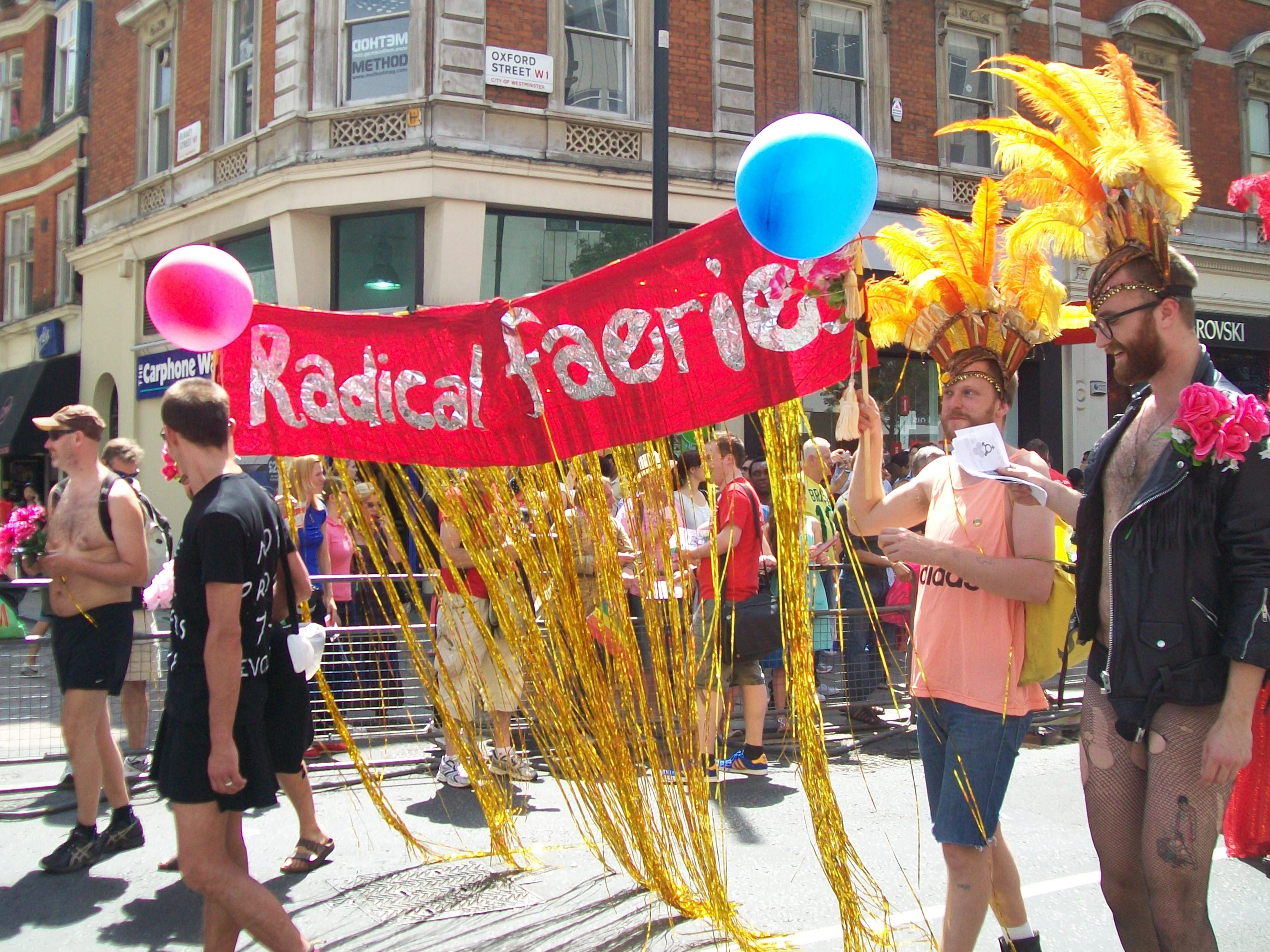
I Radical Feaeries al Pride di Londra nel 2010

## Religioni Queer
I Radical Faeries sono un movimento spirituale queer mondiale, fondato nel 1979 negli Stati Uniti d'America.

## Gruppi religiosi e politica pubblica
L'opposizione ai diritti LGBT e al matrimonio tra persone dello stesso sesso è spesso associata a opinioni religiose conservatrici. L'American Family Association e altri gruppi religiosi hanno promosso boicottaggi pubblici contro quelle aziende le cui politiche supportano il movimento LGBT.
Nelle nazioni islamiche conservatrici le leggi in generale vietano il comportamento omosessuale e l'interpretazione della Sharia nei riguardi dell'omosessualità maschile conduce alla pena di morte. Questo fatto è stato condannato come una violazione dei diritti umani da parte dell'organizzazione per i diritti umani Amnesty International e dai sottoscrittori dei principi di Yogyakarta.
Con la firma degli Stati Uniti d'America avvenuta nel 2009 la dichiarazione sui diritti LGBT alle Nazioni Unite è stata firmata da ogni Stato secolare europeo e da tutte le nazioni occidentali, così come anche da altri paesi, per un totale di 67 membri dell'ONU. Una dichiarazione opposta prodotta dalle nazioni musulmane è stata firmata da 57 Stati membri, soprattutto situati in Africa e in Asia. 68 dei 192 paesi membri non hanno ancora firmato alcuna dichiarazione. Nel 2011 il Consiglio per i diritti umani delle Nazioni Unite ha approvato una risoluzione fondamentale proposta dal Sudafrica che supporta i diritti LBGT.

## Non-teismo e irreligiosità
Anche se è contraddittorio supporre una posizione di morale religiosa in quelle che non sono religioni organizzate, accade invece esattamente il contrario; si arriva a ritenere che le posizioni dell'ateismo, dell'agnosticismo, del libero pensatore (in linea con la filosofia dell'umanesimo laico di cui sopra) e dell'irreligiosità in genere possano arrivare ad accettare - molto più dei religiosi - tutti i tipi di atti sessuali liberamente consentiti tra adulti, come le relazioni prematrimoniali, il libero amore e l'omosessualità.
Questo fatto non si può stabilire statisticamente con certezza, ma si presume che la convinzione dipenda dal codice di etica e moralità personale di ognuno di loro presi come individui a sé stanti.
In Italia l'UAAR (Unione degli Atei e degli Agnostici Razionalisti) promuove i diritti LGBT nel mondo e si oppone alla propaganda omofobica
Nella Repubblica Popolare Cinese, il Partito Comunista Cinese (PCC), dottrinalmente ateo, ha storicamente perseguitato e represso le espressioni omosessuali.

## Gli omosessuali e la religione
Lesbiche e gay credenti, spinti dalla fede in Dio e dalla convinzione che la loro religione prima o poi cambierà opinione nei loro confronti, hanno fondato associazioni in cui possono portare l'esperienza della propria fede. Beit Haverim ("casa di amici") per gli ebrei, David e Jonathan in Francia e la "Comunità di Cristo Liberatore" (CCL, quest'ultima situata in Belgio) per i cristiani o gli "Homosexuels musulmans de France" (gli omosessuali musulmani in Francia, HM2F) e Al-Fatiha Foundation per i musulmani statunitensi; tutti questi gruppi svolgono un ruolo di supporto e accoglienza.
Per coloro che credono che questo approccio sia in ogni caso una sottomissione, resta sempre la possibilità di apostasia. Alcune associazioni, come "Les Panthères roses" conducono apertamente campagne per trovare una soluzione all'intransigenza confessionale, anche se paradossalmente essa rimane legata a gruppi vicini ai movimenti religiosi. In Spagna, il "Collettivo di lesbiche, gay e transessuali" ha depositato giovedì 8 luglio 2004 1 200 dichiarazioni di abbandono della fede cattolica presso l'Arcidiocesi di Madrid per protestare contro i "privilegi ingiustificati" della Chiesa cattolica romana in questo paese e per togliere i nomi dei dichiaranti battezzati dalle loro liste (vedi sbattezzo), su cui ci si basa per stabilire il numero dei cattolici spagnoli e ricevere così un finanziamento pubblico proporzionale.

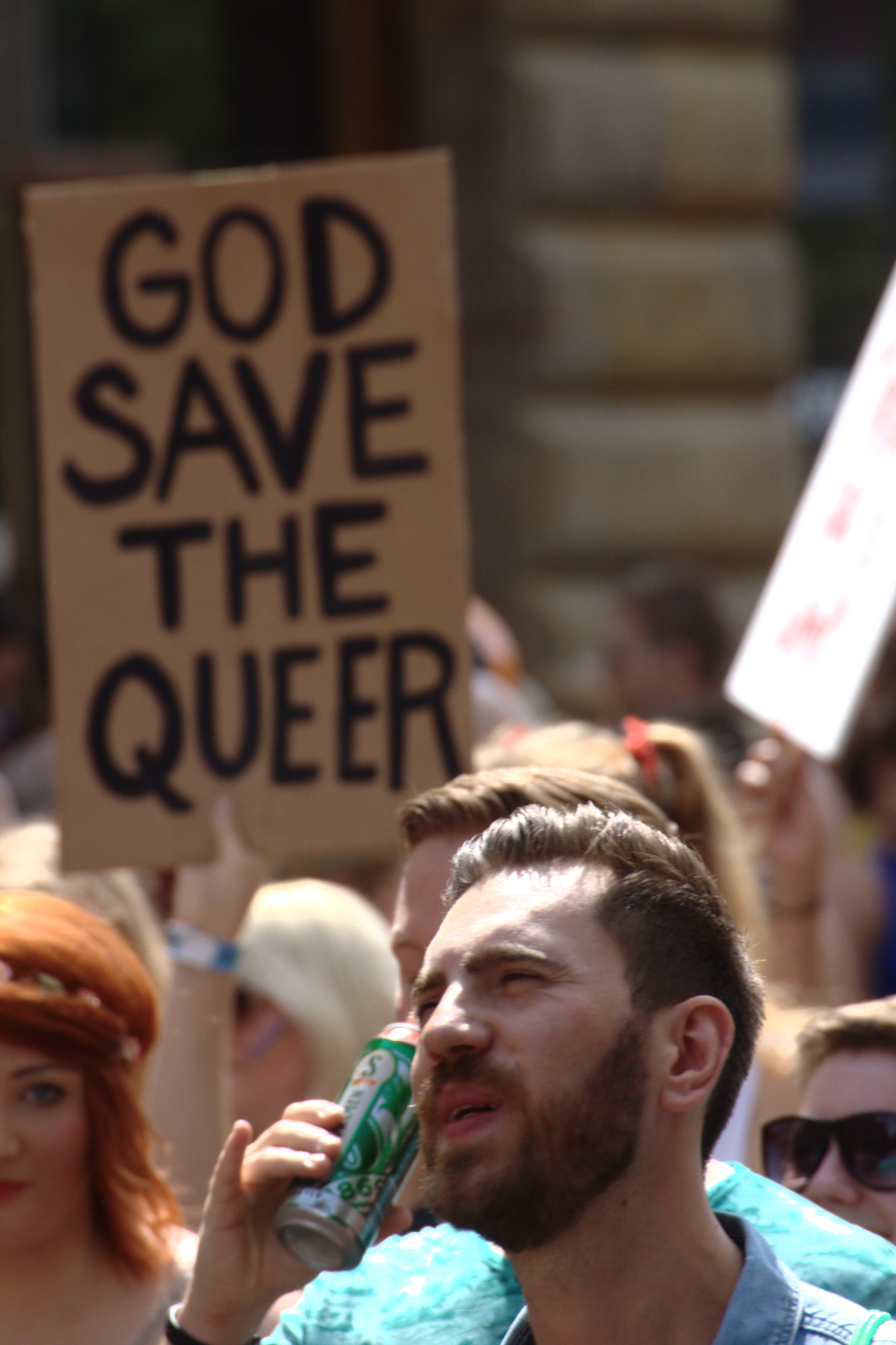
"Dio preservi i Queer" al Pride di Praga del 2015

Non ci sono associazioni tra i cristiani evangelici, ma a volte si trovano omosessuali che esprimono apertamente il loro disaccordo.
Lesbiche e gay hanno creato la Radical Faeries ("fate radicali"), un gruppo oscillante tra New Age e il neopaganesimo. L'umorismo è un'arma tradizionale della cultura LGBT e le Sorelle della Perpetua Indulgenza raffigurano il decoro papista proprio nella parte posteriore del loro corpo.
L'UFMCC è una Chiesa ecumenica e pro-omosessuali: la Metropolitan Community Church (MCC) si è riunita nell'"Universal Fellowship of Metropolitan Community Churches" (UFMCC, "Federazione ecumenica internazionale delle chiese cristiane"), i cui membri sono per lo più omosessuali, hanno le loro origini nella prima chiesa fondata a Los Angeles nel 1968 dal reverendo Troy Perry; prima ancora delle rivolte del 1969 (vedi moti di Stonewall). Essa appoggia feste e sfilate dell'orgoglio gay e lesbico (vedi Gay pride).
Troy Perry, ex ministro della Chiesa pentecostale "Church of God of Prophecy", giunto a maturazione e consapevolezza nei riguardi del suo orientamento omosessuale e che ha sofferto a causa della stigmatizzazione che gli si era attaccata addosso, ha ritenuto che l'unica soluzione fosse quella di costruire una chiesa di supporto dedicata alla formazione spirituale e religiosa della comunità gay e del movimento lesbico.
È stato nel suo salotto che si è tenuto il primo servizio della nuova chiesa il 16 ottobre 1968, il servizio ha raccolto undici uomini e una donna (di origini cattoliche, protestanti o ebree, tra cui una coppia eterosessuale). Il movimento è cresciuto a tal punto che, il 7 marzo 1971, al servizio di dedicazione del nuovo edificio acquisito a titolo definitivo da parte della Chiesa, si sono riunite 1 012 persone.
Il 28 giugno 1970 Troy Perry e due suoi amici, Morris Kight e il reverendo Bob Humphries fondarono il "Christopher Street West" (il nome della via di New York, Christopher Street, dove ha avuto luogo la famosa ribellione dello Stonewall Inn), la prima sfilata per la celebrazione dell'orgoglio gay e lesbico. MCC ha rappresentato, nel 2003, più di 300 chiese sparse in tutto il mondo e con più di 40 000 membri divisi tra 18 paesi.
Esse hanno inoltre rappresentato il luogo di nascita di decine di organizzazioni per i gay e le lesbiche o progetti di giustizia sociale. MCC ha chiesto nel 1990 di aderire al "National Council of Churches" (Consiglio nazionale delle Chiese di Cristo degli Stati Uniti d'America), una collaborazione ecumenica di chiese. Esso hanno infine anche proceduto all'unione religiosa di diverse coppie di gay, lesbiche, bisessuali al Pride svoltosi a New York nel 1994, la marcia per commemorare il 25º anniversario di Stonewall.

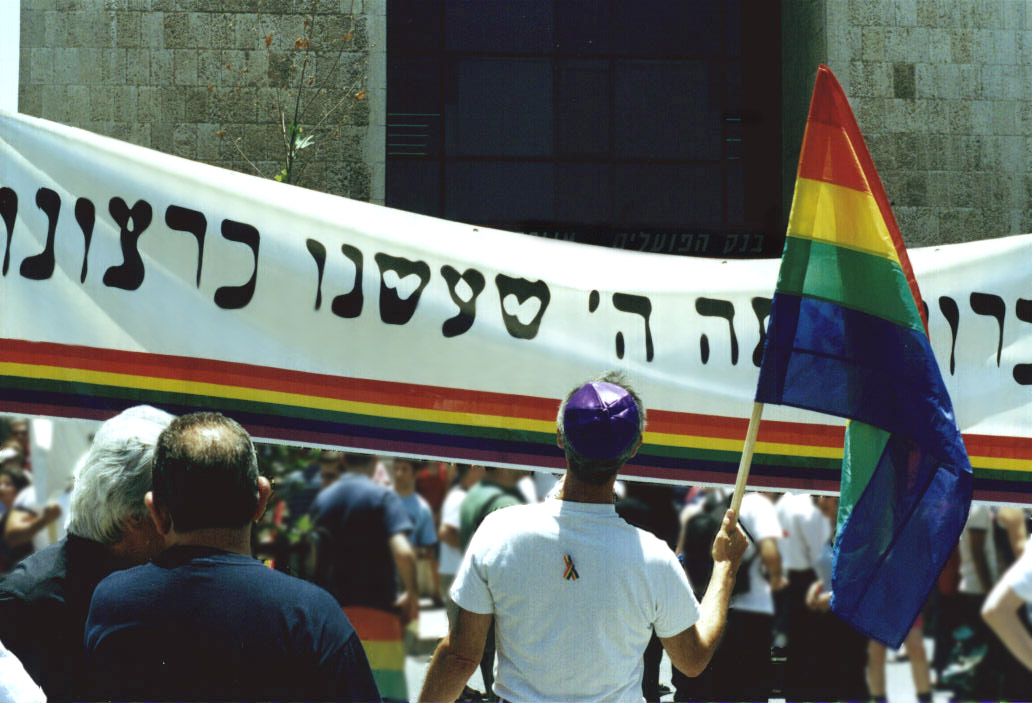
Primo Pride a Gerusalemme nel 2002

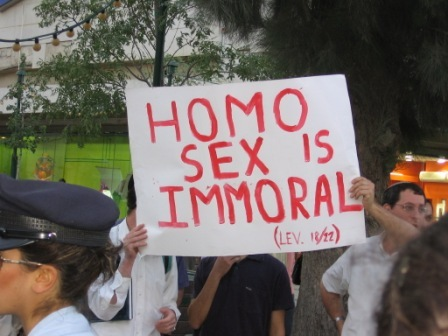
Protesta contro il Pride a Gerusalemme nel 2005. Il cartello dice: "Il sesso omosessuale è immorale (Lev. 18/22)".

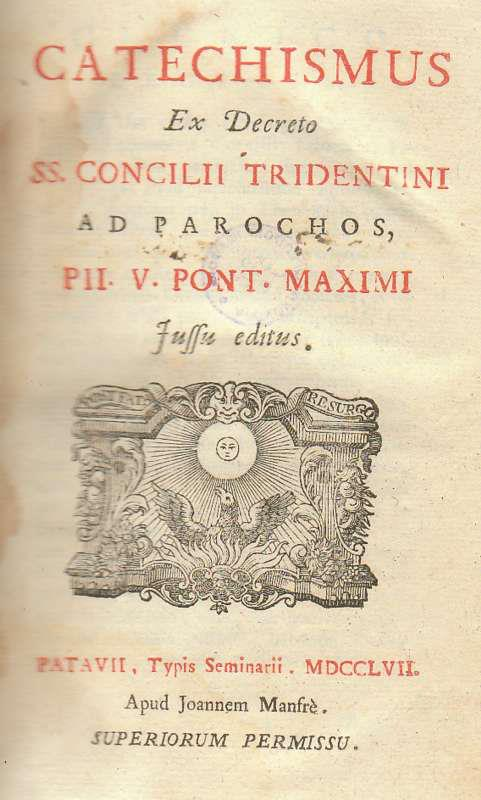
Copertina del Catechismo del Concilio di Trento.

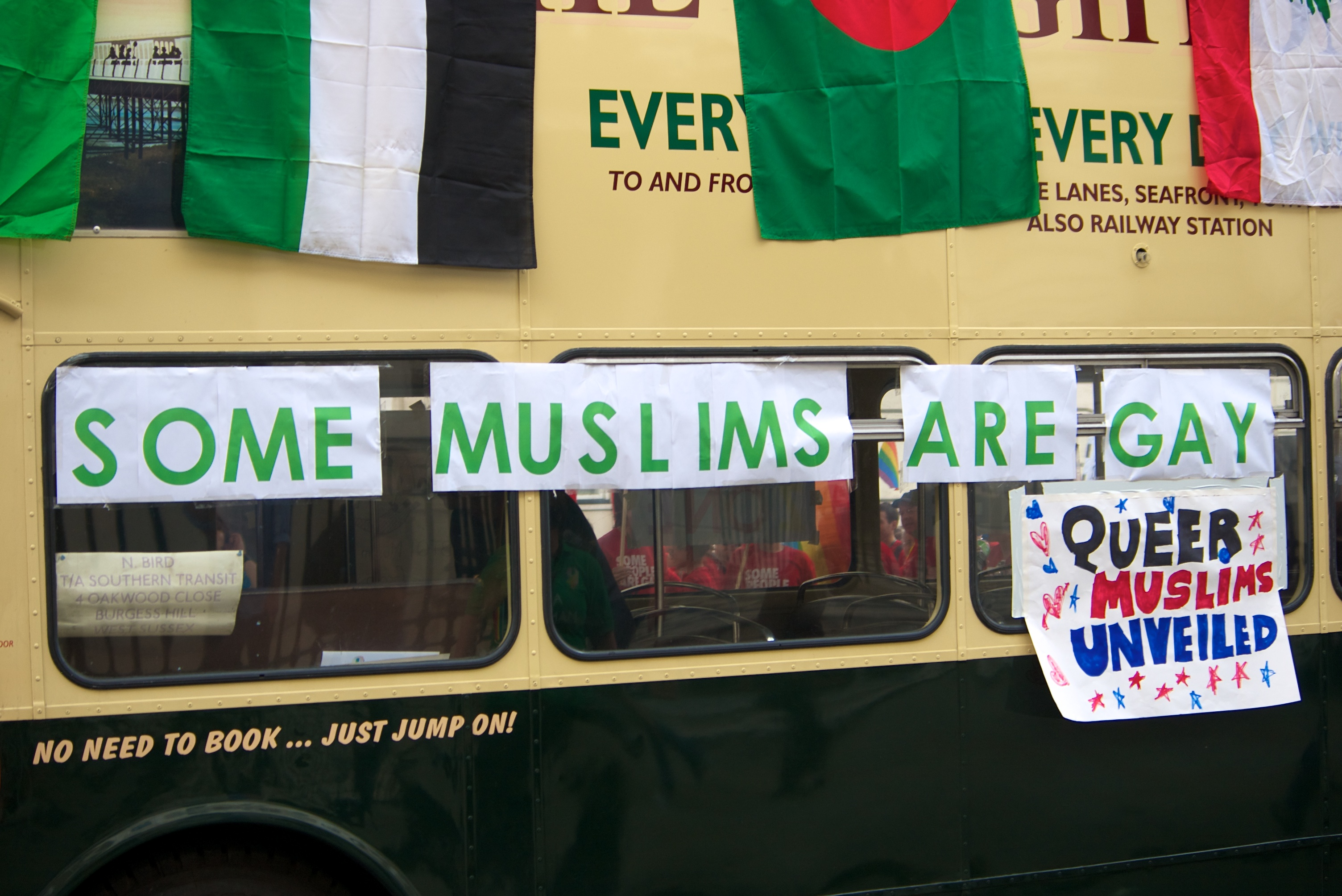
Musulmani omosessuali al Pride di Londra nel 2008.

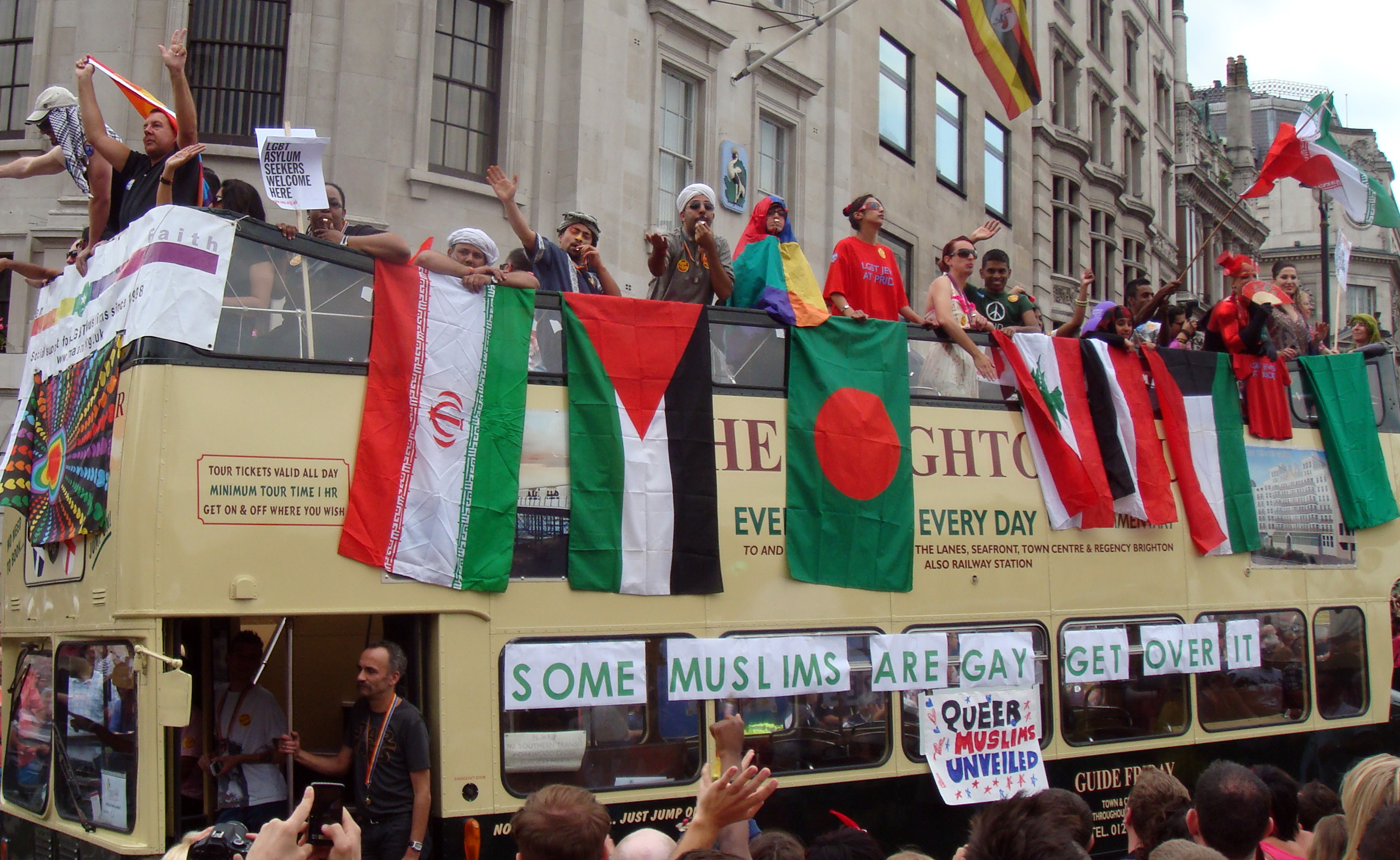
Autobus di musulmani omosessuali al Pride londinese, 2011.

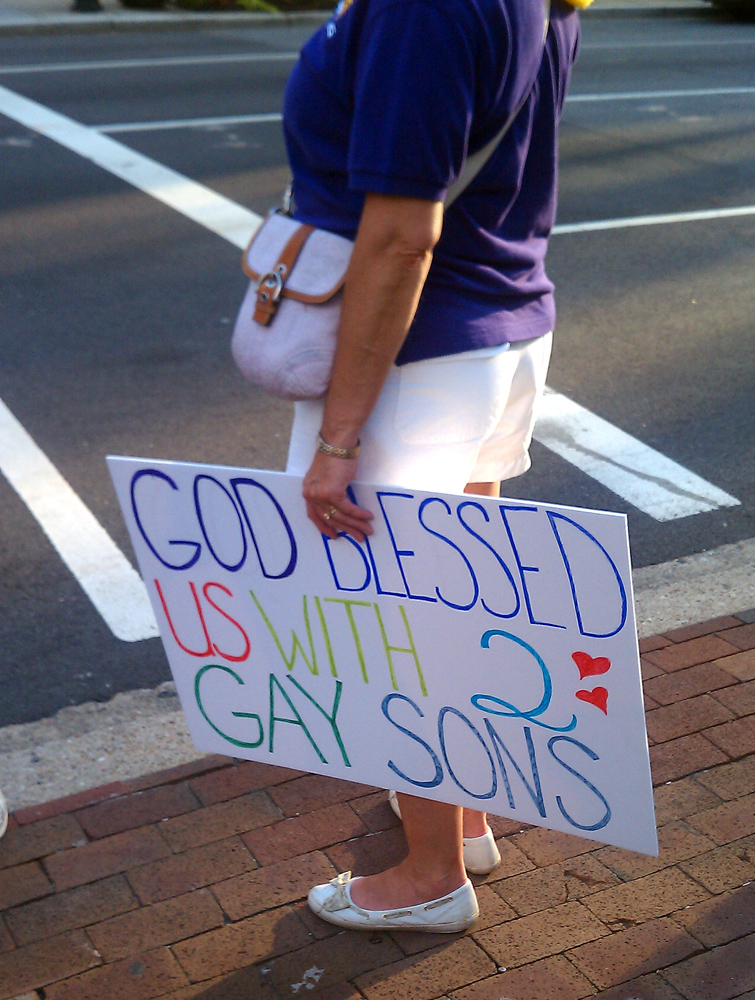
Il cartello dice: "Dio ci ha benedetti con due figli gay", Washington (2012).

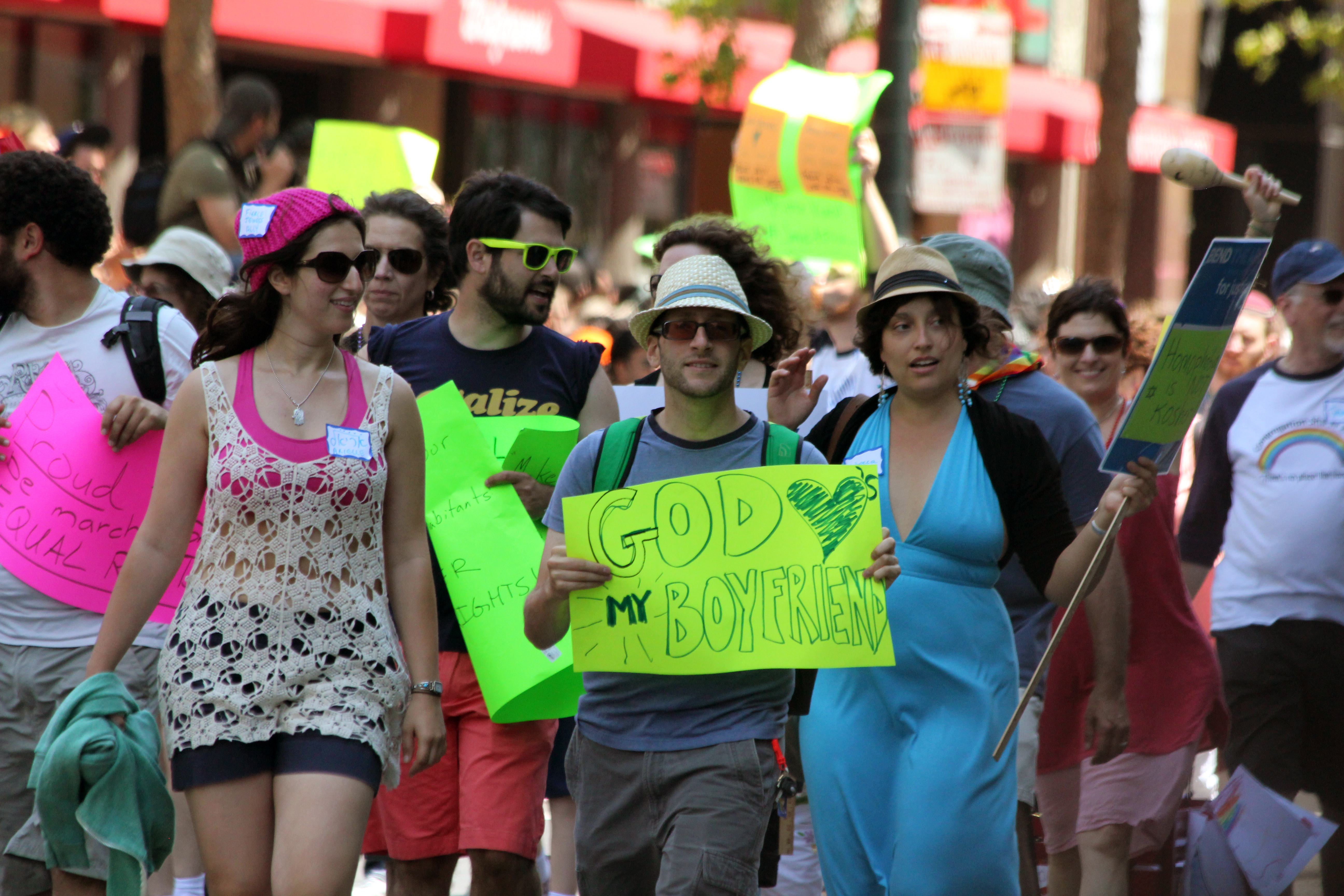
Il cartello cice: "Dio ama il mio fidanzato" (Berkeley), California).

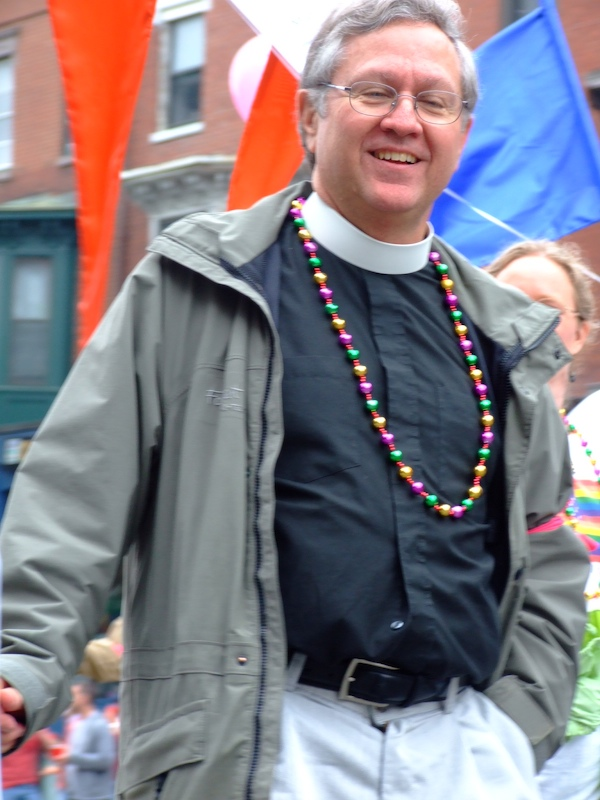
Un sacerdote episcopale al Pride di Boston (2007).

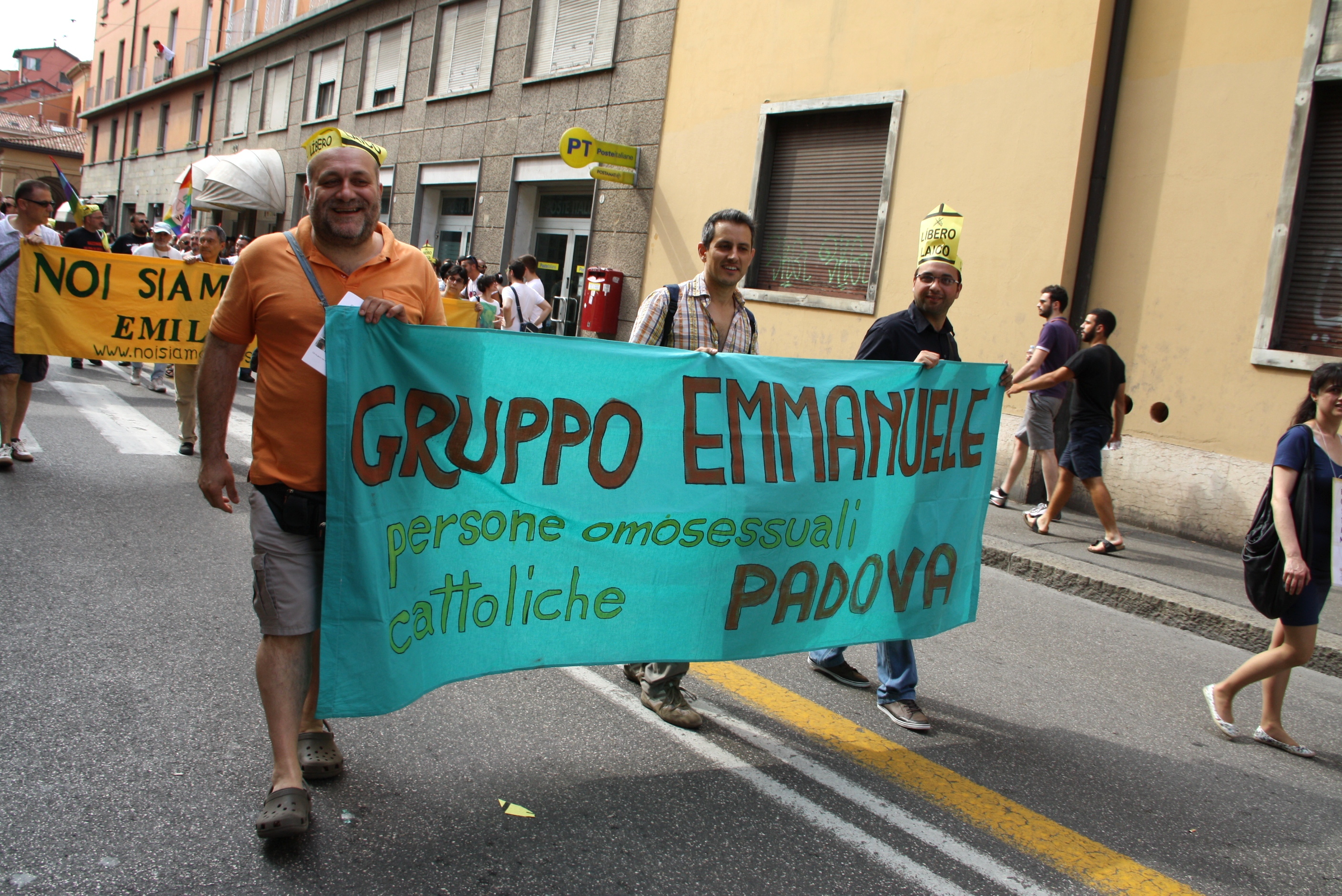
"Gruppo Emmanuele", persone omosessuali cattoliche di Padova al Pride di Bologna nel 2012.

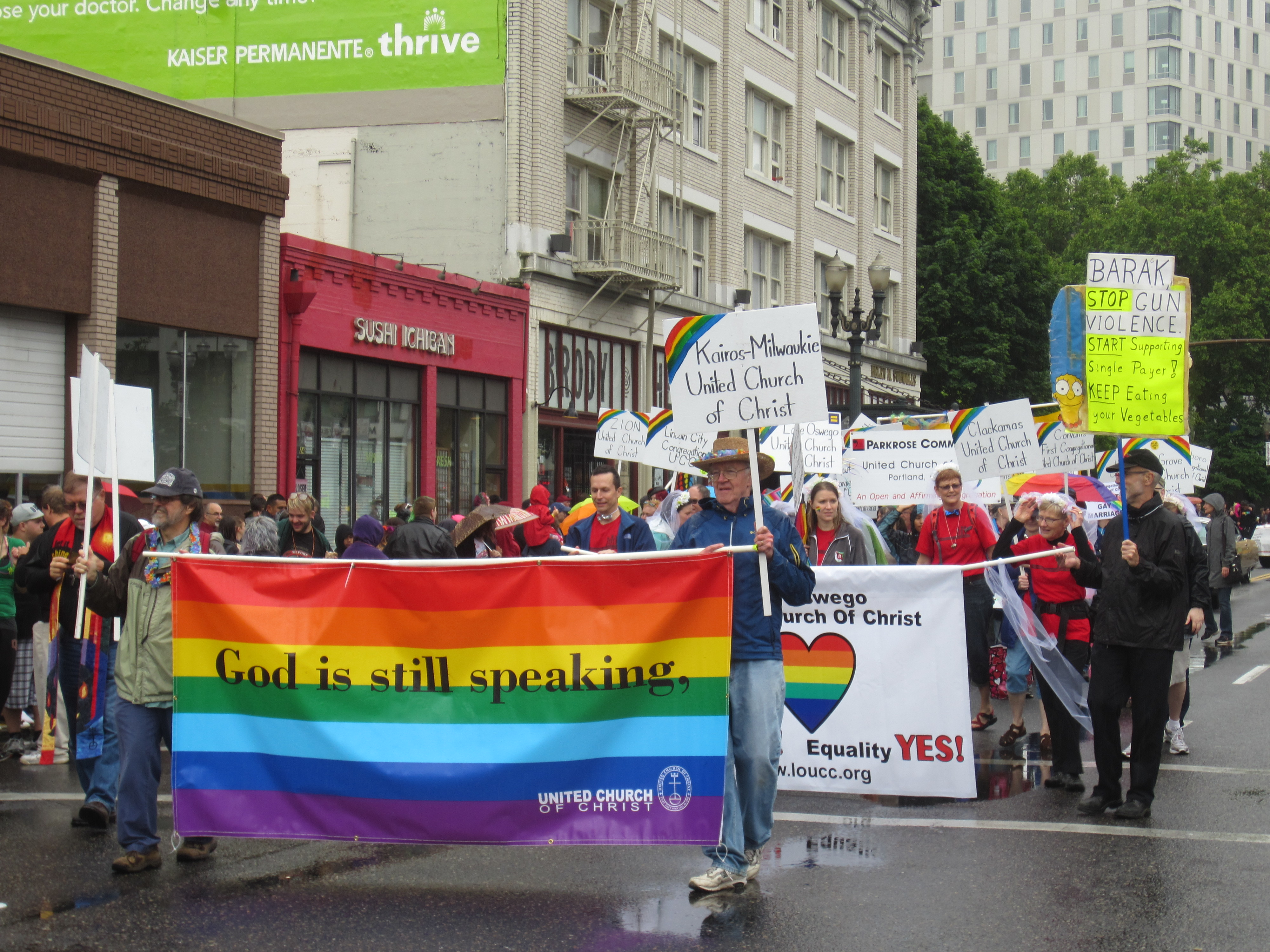
La Chiesa unita di Cristo al Pride di Portland nel 2014. Il cartello dice: "Dio sta ancora parlando".

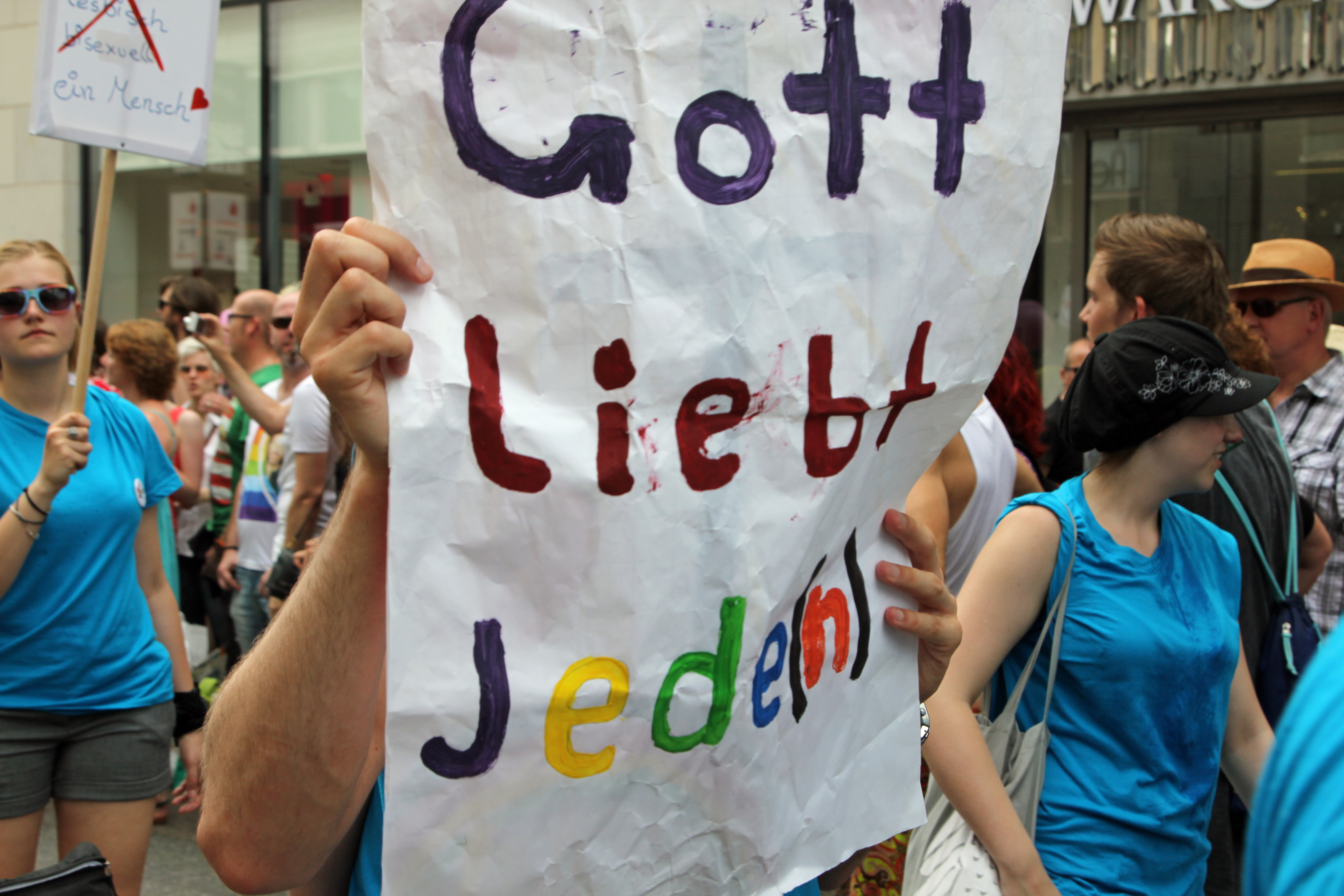
"Dio ama tutti" al Pride di Colonia (2015).

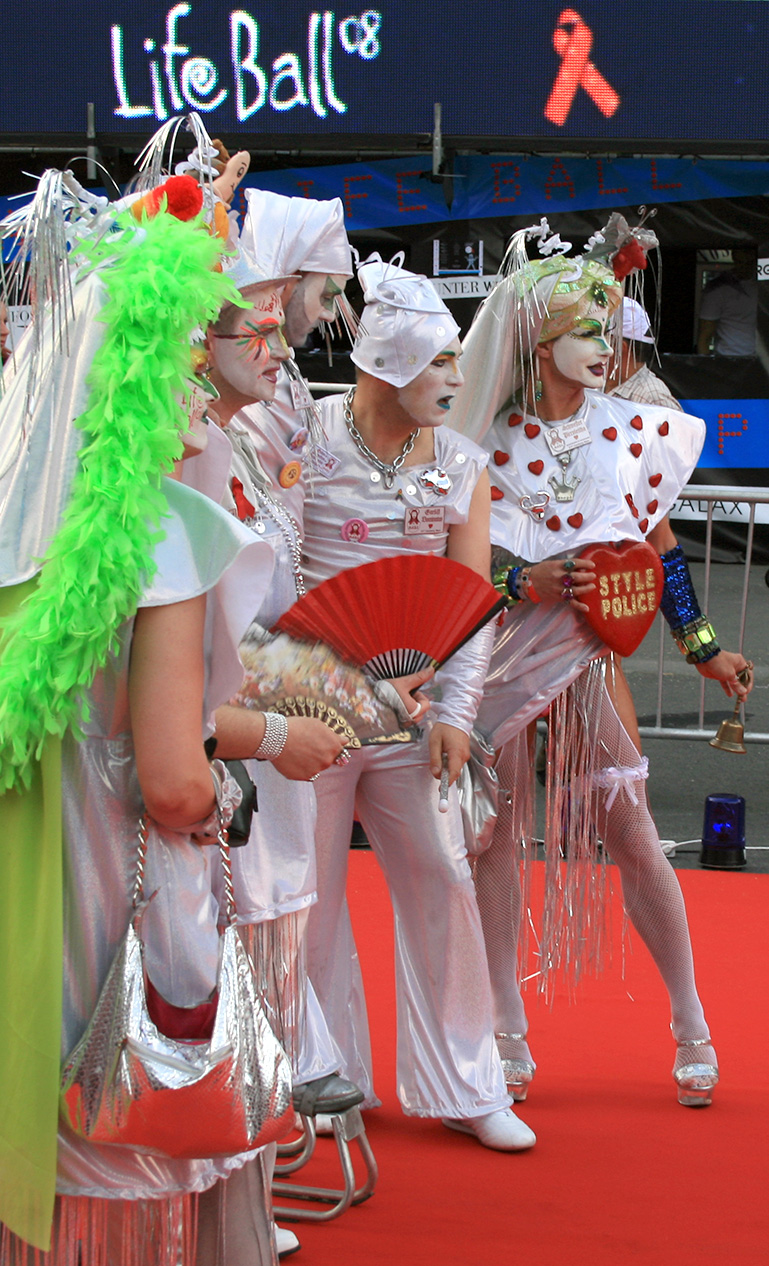
Un'esibizione delle Sorelle della Perpetua Indulgenza.